# Parti national (Afrique du Sud)
Pour les articles homonymes, voir Parti national.
Le Parti national (en afrikaans : Nasionale Party ; en anglais : National Party, NP) est un parti politique d'Afrique du Sud fondé en 1914 et dissous en 2005. Il fut connu également sous plusieurs autres appellations successives comme Parti national purifié (1934-1940), Parti national réunifié (1940-1953) et enfin Nouveau Parti national (1997-2005).
Le Parti national a été au XXe siècle l'expression politique du nationalisme afrikaner, nostalgique de l'indépendance des républiques boers. Après avoir gagné les élections générales sud-africaines de 1948, le Parti national met en place le système législatif de l'apartheid présenté comme une solution pour régler les problèmes raciaux en Afrique du Sud et maintenir la prédominance de la population blanche minoritaire sur les autres groupes de population. Hostile à l'impérialisme britannique et à la Monarchie, le Parti national milite et obtient, lors d'un référendum en 1961, l'établissement de la république d'Afrique du Sud. Après avoir voté la fin des lois de l'apartheid en 1991, le Parti national effectue une profonde mutation politique et devient un parti multiracial réformiste dans la nouvelle Afrique du Sud. Il participe au gouvernement d'union nationale mis en place en 1994, vote l'adoption de la nouvelle constitution sud-africaine puis démissionne du gouvernement en juin 1996 pour entrer dans l'opposition. Désorienté par ses stratégies successives et par une ligne politique illisible, l'électorat blanc conservateur et afrikaner abandonne le désormais Nouveau Parti national lors des élections générales sud-africaines de 1999 pour se rallier en nombre au plus pugnace Parti démocratique. Après avoir été cofondateur de l'Alliance démocratique en 2000, le nouveau Parti national se rallie finalement au Congrès national africain dans lequel il se dissout en 2005.

## Idéologie
Le Parti national est créé le 1er juillet 1914 par des dissidents du Parti sud-africain (parti du Premier ministre, majoritaire au parlement) qui reprochent au gouvernement de Louis Botha le maintien des liens institutionnels de l'Union sud-africaine envers la Grande-Bretagne au détriment des aspirations souverainistes de la population afrikaner. Lors de sa fondation, l'idéologie du Parti national est axée autour de l'indépendance nationale de l'Union sud-africaine, corrélativement de la lutte contre l'impérialisme britannique ainsi que du droit à l’autodétermination des peuples de langue afrikaans (les Afrikaners). Le nationalisme afrikaner qu'il défend revendique l'équité et l'égalité de traitement entre les deux populations blanches de l'union d'Afrique du Sud ainsi que le renforcement de la ségrégation dans les grands centres industriels urbains du Witwatersrand pour défendre le prolétariat blanc contre l'arrivée sur le marché du travail d'une importante masse salariale noire à bas coûts.
Jusqu'au début des années 1930, la ligne politique et la cohésion du Parti national reste fixée sur cet axe souverainiste afrikaans anti-britannique teintée de républicanisme et de défense des Petit Blancs (c'est-à-dire les blancs touchés par la pauvreté, issus des classes populaires, paysannes et ouvrières). La déclaration Balfour sur l'autonomie des Dominions (1926) complétée par le statut de Westminster de 1931 étiolent l'ardeur anti-impérialiste et le républicanisme d'une partie des membres du Parti national. Si pour une partie d'entre eux, le nouveau sujet de préoccupation est la vigueur de la démographie noire, pour une autre ultranationaliste, l'objectif d'indépendance nationale n'est toujours pas atteinte. À la suite du schisme entre ces deux courants intervenu en 1935, le Parti national dit purifié se maintient sur la ligne de défense des valeurs de l'Afrikanerdom (nation afrikaner) fondée sur l'unité du peuple (volk) autour de ses croyances, de ses mythes et de ses aspirations d'indépendance nationale. À partir de 1935, le parti dénonce l'influence du capitalisme sur la communauté afrikaans et milite pour l'instauration d'une république indépendante, déliée de la tutelle britannique, et destinée à accomplir les aspirations des Afrikaners. Le programme politique est axé autour de la mise en place d'un État-providence, du renforcement de la ségrégation dans l'économie et dans les villes, de la création d'établissements scolaires séparés pour les Afrikaners et les anglophones ainsi que de l'usage exclusif de l'afrikaans dans les administrations. Si le républicanisme est un principe fondamental du parti, sa mise en œuvre (par la voie majoritaire ou par consensus) est l'objet de divergences entre les nationalistes du Cap (modérés) et ceux des provinces afrikaners (intransigeants).
En 1940, le Parti national se réunifie avec une partie de ses concurrents nationalistes sur la base d'un programme républicain national-chrétien visant à unifier les deux communautés blanches sud-africaines. À partir de 1943, le parti met en sourdine ses revendications républicaines et commence à se focaliser sur la question des relations raciales en Afrique du Sud qui émerge à cette époque sous l'influence de parlementaires libéraux qui souhaitent jeter les bases d'une société sud-africaine multiraciale. Après avoir tenté de se rapprocher de l'électorat anglophone à qui il promet l'égalité des droits avec les Afrikaners, le Parti national axe son programme autour de la lutte contre le communisme, associé au libéralisme, et autour de la mise en place de l'apartheid, un nouveau concept assez vague présenté comme la clef de voute d'une nouvelle société dans laquelle les valeurs traditionnelles des Afrikaners seraient préservés et leur avenir assuré face au Rooi Gevaar (Péril noir).
De la fin des années 1940 au milieu des années 1960, l'apartheid, présenté comme seul moyen d'assurer aux Afrikaners « la place dominante qui leur échoit en Afrique du Sud », est la pierre angulaire de la politique du Parti national désormais au pouvoir. La séparation devient un dogme absolu où l'individu n'a existence que dans le cadre de sa communauté d'origine. En 1961, le Parti national parvient à son but ancien de proclamer la république d'Afrique du Sud et de se libérer de ses derniers liens institutionnels avec la Grande-Bretagne. L’État se confond alors avec le Parti national de très loin majoritaire au parlement et soutenu par les églises réformées hollandaises et par le Broederbond, une ligue secrète calviniste qui inspire la politique nationale et irrigue tous les corps constitués de la société blanche sud-africaine.
Dans les années 1970 et 80, le parti est dirigé par une nouvelle génération moins idéologue et plus pragmatique dont certains font surtout figure d’apparatchiks. Les conservateurs attachés à un apartheid strict sont sans cesse mis en minorité (1969 et 1982) tandis que les 3 dogmes (volk, terre, état) à la base du nationalisme afrikaner se fissurent ou sont remis en question. Après avoir soutenu le consociationalisme pour remplacer l'apartheid, le Parti national abolit progressivement toutes les lois d'apartheid (1979-1991) et s'engage dans les négociations constitutionnelles avec les partis représentants la population noire majoritaire. Bien que rallié avec appréhension au suffrage universel mais méfiant envers le libéralisme, le parti reste socialement conservateur et étatiste. Il peine à trouver sa place dans l'Afrique du Sud post-apartheid et disparait en 2005.

## Organisation

Une corne à poudre, symbole voortrekker et longtemps l'emblème traditionnel du Parti national
(1939-1980).

Organisé sur une base communautaire, le Parti national se veut l'incarnation de la nation afrikaner (la nation en mouvement comme le qualifiera le Premier ministre Hendrik Verwoerd). Le Parti national est dès sa fondation en 1914 un mouvement décentralisé. Il est représenté dans chacune des quatre provinces et chacune de ces quatre fédérations provinciales jouit d’une grande autonomie. Les chefs régionaux ont parfois plus de poids que les chefs nationaux et chaque circonscription choisit son candidat au parlement. Le parti est en même temps discipliné et les adhérents de base acceptent les options politiques du groupe dirigeant, même lorsqu'elles constituent des tournants importants considérés comme progressistes ou conservateurs. Cette discipline peut s'expliquer à l'origine par le traumatisme de la seconde guerre des Boers mais aussi par la dévotion et la foi des militants dans le Volk (le peuple afrikaner) ou encore l'efficacité des dirigeants.

L'emblème du PN dans les années 1980 et au début des années 1990.

Le Parti national va croitre et se maintenir au pouvoir grâce aux relais divers dont il dispose dans la société civile au sein de laquelle il va bénéficier d’un dense réseau d'associations « parallèles », culturelles, éducatives, économiques. La Volksbank (banque du peuple) est l'une de ces entités qui consent des prêts à taux attractifs aux afrikaners. Il peut compter sur le plan national sur le groupe de presse Nasionale Pers et de ses journaux Die Burger et Volksblad, ainsi qu'au Transvaal sur les groupes Voortrekker pers et Afrikaanse Pers.
Le parti et la nation afrikaner est enfin, traversée par une puissante franc-maçonnerie calviniste : le « Broederbond » créé en 1918 au Transvaal puis constitué en société secrète en 1922. Comme toute franc-maçonnerie, ses adhérents (à l'origine exclusivement masculins) se recrutaient par cooptation dans les milieux politiques, industriels, universitaires et syndicaux. Par la suite, la plupart des ministres des gouvernements d'apartheid et les 4/5 des parlementaires du parti, les universitaires les plus en vue et plus du tiers des instituteurs et professeurs de collèges seront affiliés au Broederbond.

## Sociologie
D'abord très implanté dans l'état libre d'Orange, la fédération la plus puissante du parti devient, à partir des années 1920, celle de la province du Cap dirigée par Daniel François Malan. Dans cette province, le parti s'appuie sur les riches agriculteurs du Cap-Occidental, sur les éleveurs de la région du Karoo, sur les milieux financiers et sur la petite bourgeoisie afrikaans et citadine. Les élus de cette province maintiendront leur prééminence politique sur l'organigramme du parti jusqu'en 1954, date à laquelle le contrôle du parti leur échappe au profit de Johannes Strijdom de la province du Transvaal. Dans celle-ci, la position du parti auprès de l'électorat est fragile. Les soutiens au Parti national proviennent essentiellement des zones rurales du veld et d'une partie des Afrikaners urbanisés mais il doit faire face à un Parti sud-africain bien implanté et à un parti travailliste important qui cherche à rallier les pauvres blancs des grands centres industriels du Witwatersrand où leurs conditions de vie sont aussi misérables que celles des populations noires déracinées et avec qui ils sont en concurrence sur le marché de l'emploi.
Dans l'État libre d'Orange, fief du général Hertzog puis de Charles Swart, la force du Parti national repose sur les fermiers, les fonctionnaires, le corps enseignant, sur les pasteurs de l'Église réformée hollandaise et sur la petite bourgeoisie citadine. Durant les années d'apartheid, les députés de l'état libre d'Orange seront exclusivement issus du Parti national.
Dans la province du Natal, majoritairement anglophone, le Parti national s'est constitué difficilement sous la direction de Ernest George Jansen et sera toujours minoritaire au niveau provincial.

## Soutien électoral
Le Parti national est arrivé une première fois au pouvoir en 1924 sous la direction de James B. Hertzog grâce à son alliance électorale avec le parti travailliste. Il a été reconduit en 1929. À chaque fois, s'il n’obtient pas à lui seul la majorité des suffrages exprimés et est devancé par le Parti sud-africain, il obtient la majorité des sièges au parlement (majorité relative en 1924, absolue en 1929).
Le Parti national est reconduit au pouvoir aux 1933 grâce cette fois à son alliance avec le Parti sud-africain (qu'il devance pour la première fois en termes de suffrages exprimés) avec lequel il fusionne pour former le parti uni. Ceux qui refusent cette fusion forment un minoritaire Parti national purifié, d'abord principalement implanté dans la province du Cap avant de s'étendre progressivement dans l'état libre d'Orange.
Allié au parti afrikaner, le Parti national, dirigé par Daniel François Malan, revient au pouvoir lors des élections générales de 1948 qu'il remporte bien que minoritaire en voix face au parti uni. Son programme se résume alors en un seul mot : apartheid.
Jusqu'aux élections générales sud-africaines de 1994, le Parti national a remporté la majorité des sièges parlementaires mais durant toute cette période, son assise électorale fut plus contrastée au sein de la population blanche. Il obtient moins de 50 % des voix lors des élections de 1948, 1953, 1961 et 1989. A contrario, il est nettement majoritaire en termes de suffrages exprimés lors des élections de 1966, 1970, 1974, 1977, 1981 et 1987. Il obtient son meilleur résultat national et populaire lors des élections générales sud-africaines de 1977 (64,8 % des voix des électeurs blancs et 134 sièges au parlement sur 165). Son assise électorale a ensuite été siphonnée par des dissidences de droite, plus particulièrement lors des élections de 1987 et de 1989.
Tout au long de sa domination politique, le soutien du parti provenait principalement des Afrikaners (91 % des Afrikaners votent pour le Parti national en 1974). À partir des années 1960, le Parti national perce dans l'électorat anglophone tandis qu'une partie des Afrikaners l'abandonne progressivement pour des partis dissidents comme le parti conservateur d'Afrique du Sud. Lors des élections générales de 1989, le Parti national ralliait 46 % des Afrikaners et 50 % des blancs anglophones.
Lors des élections générales sud-africaines de 1994, il rallie la très grande majorité de l'électorat blanc mais aussi la majorité des voix des électorats coloureds et indo-asiatiques. Lors des élections de 1999, le Nouveau Parti national est abandonné par l'électorat blanc qui se rallie massivement au Parti démocratique ne gardant que la majorité des voix de la communauté coloured du Cap. Il participe une dernière fois aux élections de 2004 où le vote de la communauté coloured du Cap lui évite de disparaitre du paysage politique. L'année suivante, ses derniers dirigeants se rallient au congrès national africain.

## Résultats électoraux aux élections générales
| Élection | Dirigeant             | Voix      | %     | Rang | Sièges    | Résultat                      |
| -------- | --------------------- | --------- | ----- | ---- | --------- | ----------------------------- |
| 1915     | James B. Hertzog      | 75 623    | 29,41 | 3e   | 27 / 130  | Opposition                    |
| 1920     | James B. Hertzog      | 101 227   | 36,48 | 1er  | 44 / 134  | Opposition                    |
| 1921     | James B. Hertzog      | 105 039   | 36,83 | 2e   | 45 / 134  | Opposition                    |
| 1924     | James B. Hertzog      | 111 483   | 35,25 | 1er  | 63 / 135  | Majorité                      |
| 1929     | James B. Hertzog      | 141 579   | 41,16 | 1er  | 78 / 148  | Majorité                      |
| 1933     | James B. Hertzog      | 101 159   | 31,61 | 1er  | 75 / 150  | Majorité                      |
| 1938     | Daniel François Malan | 259 543   | 31,31 | 2e   | 27 / 153  | Opposition                    |
| 1943     | Daniel François Malan | 321 601   | 36,70 | 2e   | 43 / 153  | Opposition                    |
| 1948     | Daniel François Malan | 401 834   | 37,70 | 1er  | 70 / 153  | Majorité                      |
| 1953     | Daniel François Malan | 598 718   | 49,48 | 1er  | 94 / 159  | Majorité                      |
| 1958     | Johannes Strijdom     | 642 006   | 55,34 | 1er  | 103 / 163 | Majorité                      |
| 1961     | Hendrik Verwoerd      | 370 395   | 46,11 | 1er  | 105 / 160 | Majorité                      |
| 1966     | Hendrik Verwoerd      | 759 331   | 58,31 | 1er  | 126 / 170 | Majorité                      |
| 1970     | John Vorster          | 820 968   | 54,43 | 1er  | 118 / 166 | Majorité                      |
| 1974     | John Vorster          | 636 586   | 57,1  | 1er  | 123 / 171 | Majorité                      |
| 1977     | John Vorster          | 689 108   | 64,8  | 1er  | 134 / 165 | Majorité                      |
| 1981     | Pieter Botha          | 777 558   | 56,96 | 1er  | 131 / 178 | Majorité                      |
| 1987     | Pieter Botha          | 1 075 642 | 52,26 | 1er  | 123 / 178 | Majorité                      |
| 1989     | Frederik de Klerk     | 1 039 704 | 48,19 | 1er  | 94 / 178  | Majorité                      |
| 1994     | Frederik de Klerk     | 3 983 690 | 20,39 | 2e   | 82 / 400  | Participation au gouvernement |

### Résultat provinciaux du Parti national (nombre de sièges)

#### Conseil provincial du Transvaal (1936 à 1981)
| Élection | Parti national | Parti uni | Parti travailliste | Parti progressiste | Parti du Dominion | Indépendants | Vacant | Total |
| -------- | -------------- | --------- | ------------------ | ------------------ | ----------------- | ------------ | ------ | ----- |
| 1936     | 2              | 48        | 6                  | -                  | 1                 | -            | -      | 57    |
| 1943     | 9              | 43        | 12                 | -                  | -                 | -            | -      | 64    |
| 1949     | 34             | 27        | 2                  | -                  | -                 | 2            | 1      | 66    |
| 1954     | 45             | 23        | -                  | -                  | -                 | -            | -      | 68    |
| 1959     | 48             | 20        | -                  | -                  | -                 | -            | -      | 68    |
| 1965     | 51             | 17        | -                  | -                  | -                 | -            | -      | 68    |
| 1970     | 54             | 19        | -                  | -                  | -                 | -            | -      | 73    |
| 1974     | 61             | 13        | -                  | 2                  | -                 | -            | -      | 76    |
| 1977     | 65             | 1         | -                  | 10                 | -                 | -            | -      | 76    |
| 1981     | 67             | -         | -                  | 9                  | -                 | -            | -      | 76    |

#### Conseil provincial de l'état libre d'Orange (1936 à 1981)
| Élection | Parti national | Parti uni | Total (sièges) |
| -------- | -------------- | --------- | -------------- |
| 1935     | 6              | 19        | 25             |
| 1943     | 21             | 4         | 25             |
| 1949     | 24             | 1         | 25             |
| 1954     | 25             | -         | 25             |
| 1959     | 25             | -         | 25             |
| 1965     | 25             | -         | 25             |
| 1970     | 25             | -         | 25             |
| 1974     | 28             | -         | 28             |
| 1977     | 28             | -         | 28             |
| 1981     | 28             | -         | 28             |

#### Conseil provincial de la province du Cap (1917 à 1981)
| Élection | Parti national | Parti sud-africain | Parti unioniste | Total (sièges) |
| -------- | -------------- | ------------------ | --------------- | -------------- |
| 1917     | 15             | 11                 | 19              | 45             |

| Élection | Parti national | Parti uni | Parti travailliste | Parti progressiste | Parti du Dominion | Indépendants | Parti sud-africain | Autres | Total (sièges) |
| -------- | -------------- | --------- | ------------------ | ------------------ | ----------------- | ------------ | ------------------ | ------ | -------------- |
| 1935     | 20             | 32        | -                  | -                  | -                 | -            | -                  | 9      | 61             |
| 1943     | 18             | 34        | 2                  | -                  | 1                 | 1            | -                  | -      | 56             |
| 1949     | 26             | 28        | 1                  | -                  | -                 | -            | -                  | -      | 55             |
| 1954     | 30             | 24        | -                  | -                  | -                 | -            | -                  | 2      | 56             |
| 1959     | 33             | 21        | -                  | -                  | -                 | -            | -                  | -      | 54             |
| 1965     | 35             | 17        | -                  | 2                  | -                 | -            | -                  | -      | 54             |
| 1970     | 36             | 18        | -                  | -                  | -                 | -            | -                  | -      | 54             |
| 1974     | 37             | 17        | -                  | 1                  | -                 | -            | -                  | -      | 55             |
| 1977     | 44             | 2         | -                  | 6                  | -                 | -            | 3                  | -      | 55             |
| 1981     | 44             | 1         | -                  | 10                 | -                 | -            | -                  | -      | 55             |

#### Conseil provincial du Natal (1943 à 1981)
| Élection | Parti uni | Parti national | Parti travailliste | Parti progressiste fédéral | Parti du Dominion | Indépendants | Autres | Total (sièges) |
| -------- | --------- | -------------- | ------------------ | -------------------------- | ----------------- | ------------ | ------ | -------------- |
| 1943     | 16        | -              | 3                  | -                          | 3                 | 3            | -      | 25             |
| 1949     | 22        | 2              | -                  | -                          | -                 | 1            | -      | 25             |
| 1954     | 21        | 4              | -                  | -                          | -                 | -            | -      | 25             |
| 1959     | 21        | 4              | -                  | -                          | -                 | -            | -      | 25             |
| 1965     | 16        | 8              | -                  | -                          | -                 | -            | 1      | 25             |
| 1970     | 22        | 3              | -                  | -                          | -                 | -            | -      | 25             |
| 1974     | 16        | 4              | -                  | -                          | -                 | -            | -      | 20             |
| 1977     | 12        | 8              | -                  | -                          | -                 | -            | -      | 20             |
| 1981     | 14        | 5              | -                  | 1                          | -                 | -            | -      | 20             |

## Historique

### Création du Parti national (1914-1915)

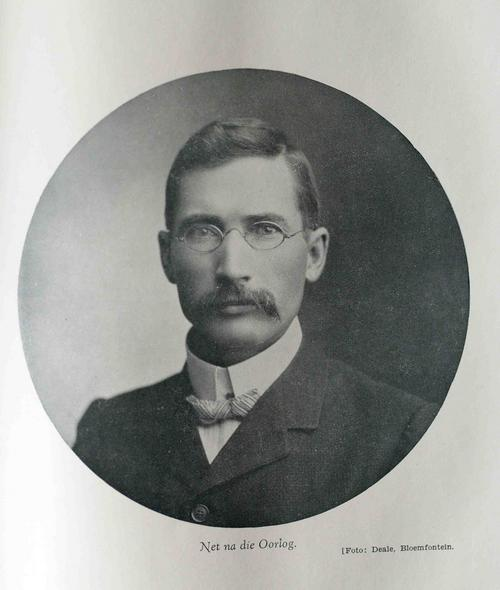
James B. Hertzog.

Lors de sa fondation en 1910, l'union d'Afrique du Sud est confronté à deux défis majeurs : l'un concerne les relations conflictuelles entre Afrikaners et les populations blanches d'expression anglaise (soit aussi les relations entre les vaincus et les vainqueurs de la seconde guerre des Boers) tandis que l'autre concerne les liens constitutionnels entre le nouvel État et la Grande-Bretagne.
L'objectif du Premier ministre, Louis Botha, un afrikaner vétéran de la seconde guerre des Boers, est de bâtir une nouvelle nation sud-africaine où se fondraient les anglophones et les Afrikaners. S'il dispose d'une majorité parlementaire de 77 sièges constitué par le Parti sud-africain, un parti essentiellement rural et afrikaans, il a le soutien des partis pro-anglais dont celui des unionistes de Jameson qui pensent pouvoir faire triompher une politique d'assimilation et d'anglicisation de l'Afrique du Sud.
Cette stratégie qui reçoit de l'écho au sein du gouvernement Botha rencontre l'hostilité d'une partie des Afrikaners, attachée à défendre ses droits et à préserver leur identité ethnique dans un contexte marqué par une grande misère au sein de cette communauté et dans un État où la population blanche, bien que dominant politiquement et économiquement, n'en est pas moins minoritaire. Ces Afrikaners hostiles à l'anglicisation se regroupent autour de James B. Hertzog, ministre de la Justice et lui aussi vétéran de la seconde guerre des Boers. Hertzog devient rapidement le chef de file du mouvement nationaliste et le défenseur de la cause afrikaans et se lance dans une virulente campagne à l'encontre des anglophones. Son objectif est clair : « défendre et affirmer les droits de la communauté afrikaans », menacés par l'impérialisme britannique. Sa conviction est que « la préservation de l'identité culturelle de chacun des deux groupes [de population blanche] est seule garante de la stabilité politique et de la pérennité de la présence blanche en Afrique du Sud ». Par ailleurs, concernant les liens constitutionnels, alors que Louis Botha soutient la présence sud-africaine dans la sphère d'influence britannique, Hertzog soutient le droit à l'autodétermination et celui d'agir en conformité avec les intérêts de l'union et non exclusivement de ceux de l'Empire britannique.
À la suite d'un virulent discours anti-britannique prononcé à Rustenburg en décembre 1912, Hertzog est exclu du gouvernement et du Parti sud-africain.
En janvier 1914, la rupture est définitivement consommée entre les deux anciens héros de la seconde guerre des Boers. Ce schisme débouche sur la création du Parti national le 1er juillet 1914 dirigé par le général Hertzog sur une ligne politique nationaliste afrikaner, revendiquant notamment l'équité et l'égalité de traitement entre les deux populations blanches de l'union d'Afrique du Sud, entre celle d'expression afrikaans et celle d'expression anglaise. Cette nouvelle formation nationaliste, dont l'organisation est déconcentrée au niveau provincial, se constitue d'abord dans l'État libre d'Orange puis au Transvaal et reçoit le soutien de la majorité des députés de l'État libre d'Orange (la province d'Hertzog) et celui de nombreux héros de la guerre tels Christiaan de Wet, Koos de la Rey ou encore de Martinus Steyn. La nouvelle organisation nationaliste a besoin d'un journal influent pour lui servir de porte-parole et pour relayer ses idées dans le pays. Elle a besoin également d'une maison d'édition. Celle-ci est fondée sous le nom De Nationale Pers à Stellenbosch tandis que Daniel François Malan, un pasteur de l'église réformée néerlandaise, reconnu pour sa stature morale et intellectuelle dans les rangs nationalistes, devient rédacteur en chef de Die Burger, le nouveau journal nationaliste.
Le premier numéro du journal parait le 27 juillet 1915, à peine un mois après que Malan ait été élu à la direction exécutive du Parti national (conférence de Cradock). En septembre 1915, il est élu président du Parti national de la province du Cap (en afrikaans : De Nationale Partij van de Kaap-Provincie) lors de son congrès fondateur à Middelburg. Une fois constitué, le nouveau parti demande sa filiation au Parti national de l'union d'Afrique du Sud.
Le parti élargit progressivement son électorat à toutes les 3 autres provinces, sous une forme très décentralisée et sur des bases sociales propres à chaque province.

### Débuts d'un Parti nationaliste minoritaire et isolé

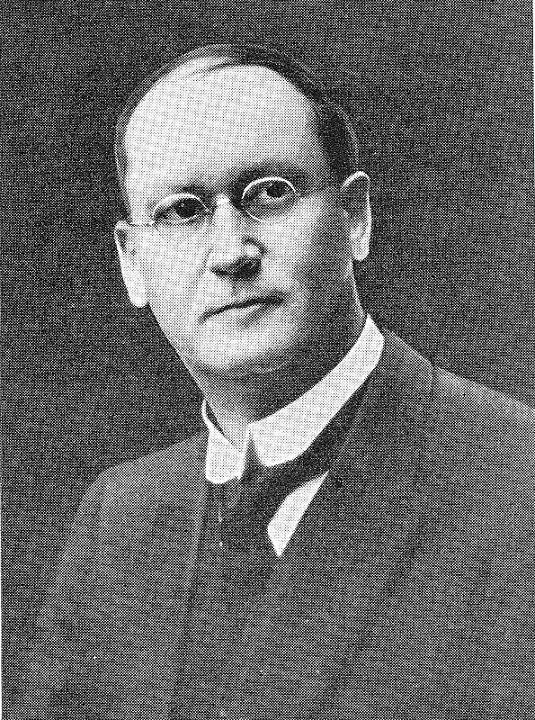
D.F. Malan.

Aux élections législatives d'octobre 1915, le Parti national entre au parlement remportant 75 000 voix et 27 sièges, derrière le Parti sud-africain (90 000 voix et 58 sièges) et derrière le parti unioniste (48 000 suffrages et 40 sièges). Dans la province du Cap, Malan échoue à enlever le siège de Cradock face à Hercules Christiaan van Heerden, député sortant du Parti sud-africain et ministre de l'Agriculture dans le gouvernement Botha. Au niveau provincial, le Parti national n'emporte que 7 des 51 circonscriptions de la province du Cap et est devancé par les unionistes avec pourtant 4 000 voix de plus. L'électorat du Parti national repose d'abord sur les fermiers de l'État libre d'Orange puis sur les Afrikaners inquiets de l'orientation pro-britannique du gouvernement mais aussi inquiets pour leur langue, leur culture auxquels s'ajoutent ceux qui sont inquiets pour leur emploi dans les centres urbains miniers et industriels à la suite de l'arrivée de nombreux immigrants noirs.
En tant que rédacteur en chef du journal nationaliste de 1915 à 1923, Malan fait avancer des idées répondant aux aspirations nationales des Afrikaners. Il évoque notamment leur sentiment d'infériorité vis-à-vis des institutions dominées par les anglophones et revendique la création d'une nouvelle communauté nationale où l'afrikaans serait utilisé à parité avec la langue anglaise dans la sphère publique. Dans l'esprit de Malan, faire l'union de la nation afrikaner est d'ailleurs un impératif existentiel. Mêlant chroniques en néerlandais et comptes-rendus en afrikaans, le journal devient aussi un important instrument de diffusion pour le second mouvement littéraire afrikaans. Dans ses articles, D.F. Malan n'évoque jamais les populations de couleurs d'Afrique du Sud sauf dans le cadre des relations de travail. C'est par le biais du problème des Blancs pauvres qu'il aborde notamment pour la première fois la question des relations raciales Loin de défendre le colour bar alors en vigueur, tout juste estime-t-il qu'une stricte ségrégation soit imposée au niveau des conditions de travail afin de préserver le sentiment de supériorité sociale du Blanc pauvre. Son modèle social est alors celui du sud des États-Unis et, à l'instar de Francis William Reitz, ne parle pas de ségrégation mais de séparation (afskeiding).
Sous sa direction néanmoins, le journal gagne en respectabilité dans un contexte difficile qui est celui de la Première Guerre mondiale. L'implication de Malan et de son journal dans le lancement et le financement du mouvement Helpmekaar, une mutuelle d'entraide pour payer les amendes des rebelles afrikaners à la Première Guerre mondiale, permet de faire de cet organisme social un très bon instrument de propagande du nationalisme afrikaner dans la province du Cap et de pallier le manque de discipline interne qui caractérisent alors le Parti national que ce soit au niveau fédéral ou au niveau provincial.
En 1919, le Parti national envoie une délégation à la conférence de paix de Paris afin d'y plaider le rétablissement de l'indépendance des deux anciennes républiques boers (le Transvaal et l'État libre d'Orange) ou à défaut une autonomie constitutionnelle pour l'Union sud-africaine. Le déplacement se fait dans un contexte difficile pour les nationalistes afrikaners. Qualifiés de traitres par les loyalistes britanniques, ils sont empêchés d'embarquer sur le navire britannique qui devait les amener en Angleterre et c'est sur un cargo néerlandais qu'ils traversent l'Atlantique au cours d'un voyage rocambolesque de quatre semaines pour arriver cependant à New York et non en Angleterre qu'ils gagneront par la suite avant de rejoindre Paris où ils sollicitent une audience auprès des conférenciers, notamment Lloyd George et le président américain Woodrow Wilson. Lors de leur entretien avec Lloyd George, la délégation menée par Hertzog et Malan tente de faire comprendre au Premier ministre britannique les aspirations nationales des Afrikaners et le convaincre d'octroyer l'indépendance aux anciennes républiques boers voire l'entière souveraineté à l'Union Sud-Africaine. Interrogé par Lloyd George sur la position des populations noires d'Afrique du Sud sur le sujet de l'indépendance, Hertzog reconnait que les populations noires n'y sont peut-être pas favorables, du moins au niveau des mouvements politiques qui s'expriment en leur nom. À la grande surprise de la délégation du Parti national, Lloyd George leur annonce à ce moment qu'une autre délégation, représentant les populations noires, venait aussi d'arriver à Paris. En fait pour Lloyd George, la délégation du Parti national n'est pas légitime et n'est aucunement représentative des aspirations du peuple sud-africain. Dans une lettre qu'il leur adresse quelques jours plus tard, il caractérise leur délégation comme étant non représentative et issue d'un parti minoritaire, souligne l'existence des populations blanches anglophones, celle des populations autochtones, proclame son admiration pour Louis Botha et Jan Smuts ainsi que sa confiance dans leur conduite des affaires pour constituer un nouveau pays loin des amertumes de la guerre. Il termine en précisant que la délégation n'a en ce sens aucune raison légitime pour présenter ses doléances devant la conférence. Ce faisant, en déclarant que les Sud-Africains sont déjà souverains, il permet à la délégation de ne pas revenir les mains vides en Afrique du Sud. Celle-ci est d'ailleurs dubitative sur le raisonnement de Lloyd George, contestant notamment son argumentation vis-à-vis des populations noires alors que la Grande-Bretagne ne reconnait pas elle-même le droit des Africains à l'autodétermination dans ses propres colonies.

### Marche vers le pouvoir
Pour les élections générales sud-africaines de 1920, le programme politique du Parti national est axé sur le droit des Afrikaners à l'autodétermination et le droit pour l'Union Sud-Africaine de faire sécession de l'Empire britannique. La question raciale n'est pas posée car elle n'est pas au centre des préoccupations politiques des Blancs sud-africains. La préoccupation majeure des Afrikaners, du moins ceux qui soutiennent le Parti national, est de déchirer l'Union Jack, de ressusciter les républiques boers et d'extirper le volk (le peuple afrikaner) de sa misère. Les élections de 1920 débouchent sur une impasse politique avec un parlement sans majorité. Le Parti national a réussi à obtenir la majorité relative avec 44 députés, essentiellement issus de circonscriptions rurales mais il fait face à une opposition certes hétérogène mais qui est majoritaire et lui est hostile, composée du Parti sud-africain du Premier ministre Jan Smuts (41 députés), des unionistes (25) et des travaillistes (20 députés). Bien que vainqueur, le Parti national est minoritaire, isolé et sans stratégie d'alliance. Les tentatives de coalition entre le SAP et le Parti national échouent sur les questions liées à la souveraineté nationale et à l'autodétermination. Le Premier ministre sortant, Jan Smuts, obtient alors le ralliement des Unionistes de Sir Thomas Smartt pour former un nouveau gouvernement.
À la suite de la fusion du parti unioniste et du Parti sud-africain, Smuts provoque de nouvelles élections en février 1921 qu'il remporte avec 75 sièges, reléguant le Parti national (45 sièges) en deuxième force politique du pays.
Dès lors, Hertzog, Malan et les principaux chefs du Parti national s'attèlent à trouver des alliés politiques et tentent de remédier à l'impopularité de leur formation au sein des électorats coloureds et noirs de la province du Cap. Malan estime notamment que le Parti national est victime d'une campagne de diabolisation de ses adversaires consistant entre autres à décrire le Parti national comme un ennemi naturel des populations de couleurs. Le discours et les tentatives d'approches des Coloureds par Malan et Hertzog rencontrent un certain intérêt auprès de ces populations, notamment de l'African People’s Organisation (APO), un parti politique représentatif de la communauté métis. En 1922 et 1923, Hertzog effectue ainsi ses premiers discours devant des audiences composées de Coloureds dans lesquels il évoque leur niveau de civilisation, qu'il estime égale à celle des Blancs du point de vue politique et économique, tout en affirmant la nécessité de maintenir une séparation sociale (sosiale gelykstelling) entre Coloureds et les autres groupes de population.
Lors de la révolte du Rand, sévèrement réprimé par Smuts, D.F. Malan, se montre particulièrement modéré lors des débats parlementaires au contraire de ses collègues des bancs du Parti national, particulièrement vindicatifs. Il se heurte pourtant assez vigoureusement à Smuts quand il s'inquiète de voir l'image de la police, impliquée dans les violences contre les mineurs afrikaners, se dégrader au risque d'apparaître, pour la population, comme un instrument de la chambre des mines et non plus comme le gardien de l'ordre public. Durant toute cette période, il évite de jeter de l'huile sur le feu, même face aux accusations de bolchevisme, et reste en retrait laissant les radicaux, loyalistes ou nationalistes, se déchainer les uns contre les autres. La sanglante répression du mouvement ouvrier lors de la révolte du Rand a cependant jeté le discrédit sur le gouvernement sud-africain de Jan Smuts et aboutit à un rapprochement entre les travaillistes et le Parti national, grâce aux bons office de Tielman Roos, le chef du Parti national au Transvaal.
Le vote des femmes fait aussi l'objet d'une attention particulière des formations politiques du parlement. En 1923, pour la 4e fois, une proposition de loi pour donner le droit de vote aux femmes est déposée au parlement mais elle est rejetée par une seule voix de majorité. Les membres du Parti national ont voté majoritairement contre. En mai 1923, trois mois après le rejet du texte, D.F. Malan est signataire avec 7 autres parlementaires nationalistes d'une déclaration appelant à l'intégration des femmes dans le débat politique sans aller pour autant explicitement à soutenir leurs revendications en matière de droit de vote. Plus particulièrement, la déclaration est un appel aux femmes à s'organiser politiquement pour renforcer les thématiques du Parti national face à leurs adversaires politiques. Dans les faits, Esther Malan devient la présidente d'un nouveau parti politique, spécifiquement féminin, le Nasionale Vroue Party (NVP), liée au Parti national, et dont le congrès fondateur a lieu en décembre 1923 en présence de D.F. Malan.
À l’orée des élections générales sud-africaines de 1924, une alliance électorale entre le Parti national et le parti travailliste (anglophone et loyaliste) du colonel Frederic Creswell est conclue. Pour y arriver, Hertzog s'est résolu à mettre une sourdine aux revendications républicaines et sécessionnistes et signe un engagement de valider toute proposition d'alternative institutionnelle par un référendum. La coopération avec le parti travailliste permet d'exprimer pleinement les critiques du Parti national envers le capitalisme en ce qu'il oppose des catégories de classe au sein d'une même nation. Lors du grand congrès du Parti national du Cap où il doit faire entériner l'accord électoral, D.F. Malan justifie les fondements de la coalition et déclare qu'« avec ses aspirations à une plus grande liberté, ses batailles contre l'impérialisme, le militarisme et la domination des monopoles capitalistes, le parti national est en fait le grand parti libéral d'Afrique du Sud ». Pour convaincre le plus grand nombre d'électeurs de l'efficacité de cette coalition, Malan s'attèle à démontrer que les revendications nationalistes concernant la création d'un drapeau national ou d'une citoyenneté sud-africaine ne sont pas incompatibles avec le statut du pays au sein de l'Empire britannique. Pour séduire notamment les loyalistes afrikaners ou les anglophones déçus par Smuts, il assure que le Parti national ne cherche pas à imposer la république mais qu'il plaide pour la restauration des droits des anciennes républiques boers et pour le droit à l'autodétermination du Cap et du Natal. En fait, Malan exprime alors le changement d'orientation du Parti national désormais axé, non sur la sécession et l'indépendance de chacune des 4 provinces sud-africaines, mais sur le principe d'autodétermination de l'Union de l'Afrique du Sud dans son ensemble, sans pourtant aller vers l'adoption d'un statut républicain ou vers la sécession avec l'Angleterre. Le principe désormais défendu est celui de l'Afrique du Sud d'abord (South Africa First) dans le cadre d'un nationalisme sud-africain rassemblant les deux groupes linguistiques de la population blanche. Si ces discours sont facilement audibles et bien reçus au Cap, ce n'est pas le cas au Transvaal où Tielman Roos déclare que la république reste l'objectif à atteindre, au risque de rompre prématurément le pacte avec les travaillistes. Poursuivant sa politique d'alliance au-delà des travaillistes, Hertzog et Malan vont jusqu'à tenter de rallier Clements Kadalie, le chef d'un syndicat noir, l'industrial and commercial workers union (ICU), pour obtenir le vote des électeurs coloureds et noirs de la province du Cap.
Après une campagne centrée sur la dénonciation de la politique sociale répressive de Smuts, Hertzog rallie la majorité des blancs les plus pauvres, qu'il promet d'arracher à la misère, mais aussi le vote des coloureds de la province du Cap à qui il promet des droits politiques étendus.

### Premier exercice du pouvoir (1924-1934)
En 1924, allié au parti travailliste, le Parti national gagne les élections et obtient la majorité absolue des sièges. Hertzog succède à Jan Smuts à la tête du gouvernement.
La priorité d'Hertzog est d'arracher les quelque 160 000 petits blancs à leur misère en embauchant massivement des Blancs non qualifiés dans les services publics et en étendant la législation sur les emplois réservés (aux Blancs) dans l'industrie et le commerce. Une de ses premières mesures symboliques est aussi de remplacer le néerlandais par l’afrikaans comme langue officielle aux côtés de l'anglais. Il met également en œuvre une consultation populaire pour choisir un hymne national sud-africain et un drapeau national en remplacement du drapeau colonial aux couleurs britanniques. Le nouveau drapeau national d'Afrique du Sud qu'il fait adopter par le parlement en 1927 avec le soutien de Jan Smuts est relativement consensuel, symbolisant l'histoire blanche du pays. L'hymne national adopté est « Die Stem van Suid-Afrika » dont les paroles proviennent d'un poème de l'écrivain sud-africain Cornelis Jacobus Langenhoven.
En 1926, JBM Hertzog participe à la conférence impériale qui met au point la déclaration Balfour. Il renonce alors à demander un régime républicain pour l'Afrique du Sud estimant que le pays a atteint un degré suffisant d'indépendance concrétisé notamment par la création du ministère des affaires étrangères et l'ouverture de représentations diplomatiques aux États-Unis, en Italie et aux Pays-Bas (1928).
Sur le plan intérieur, ce sont des années de prospérité pour les Afrikaners, notamment pour les petits blancs pour lesquels le gouvernement Hertzog manifeste tout autant un souci de promotion sociale que celui de protéger la classe moyenne blanche laborieuse face au « dumping racial » pratiqué par les compagnies minières. L'État investit dans l'économie et encourage la fondation de grands conglomérats industriels comme South African Iron and Steel Industrial Corporation (ISCOR). Mais en 1928, il provoque lui-même la chute de son gouvernement à la suite des négociations entamées par son ministre chargé du travail avec Industrial and Commercial Workers Union, le syndicat de couleur de Clements Kadalie.
Aux élections de 1929, le Parti national obtient la majorité absolue des sièges sans avoir la majorité en voix (41 % des suffrages contre 47 % au Parti sud-africain de Smuts). Les travaillistes restent néanmoins au gouvernement en dépit de l'hostilité de la section nationaliste de la province du Cap. En 1931, Hertzog obtient que l'Afrique du Sud bénéficie du Statut de Westminster de 1931. C'est cette même année qu'il fait accorder par le parlement le droit de vote aux femmes.
Cette politique qui permet au niveau de vie des Afrikaners de s'améliorer va se heurter à la crise économique qui frappe le pays dans les années 1930. La chute des cours du maïs et de la laine combinée à une terrible sécheresse en 1932 ruine de nombreuses exploitations et accélère l'exode rural. Parallèlement, le commerce du diamant s'effondre tout comme les prix agricoles et les exportations se raréfient. L'abandon de l'étalon-or par la Grande-Bretagne provoque en Afrique du Sud une fuite de capitaux vers l'étranger. La rentabilité des mines est menacée, le chômage augmente.
Pour lutter contre la crise économique et sauver le Parti national d'une défaite électorale, Hertzog se rapproche de son rival, Jan Smuts et de son South African Party.

### Fusion et schisme (1934-1939)

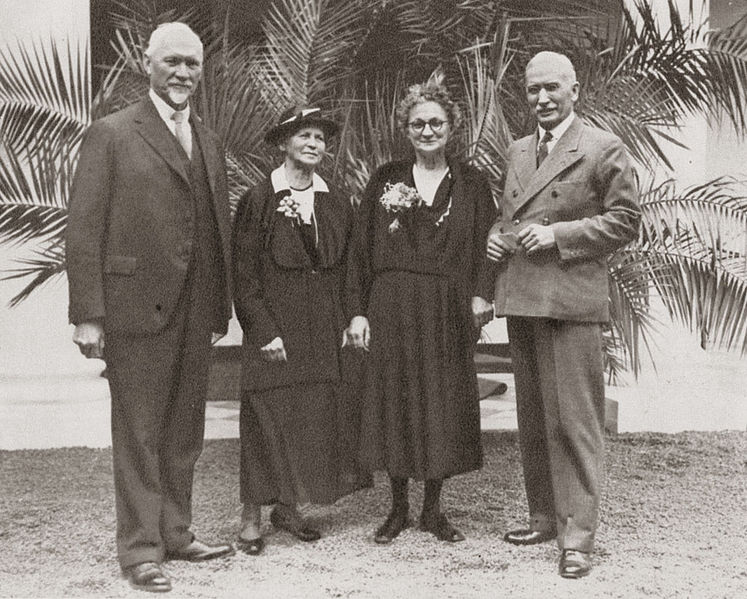
Les deux fondateurs du parti uni, Jan Smuts (à gauche) et James B. Hertzog (à droite) au côté de leurs épouses Wilhelmina Jacoba Hertzog (centre gauche) et Isie Smuts (centre droit).

Au début des années 1930, le contexte politique est marqué par des tensions internes au sein des différentes familles politiques du parlement. Du côté du Parti national représentatif de l'électorat afrikaner rural et ouvrier, la popularité du gouvernement Hertzog est en chute libre à la suite des conséquences d'une sécheresse dévastatrice et de la dépression économique mondiale. Des voix s'élèvent, comme celles de Tielman Roos ou de Daniel François Malan, pour demander une autre politique. Le parti travailliste, allié au gouvernement, est lui aussi en pleine crise interne. Du côté de l'opposition parlementaire, le Parti sud-africain de Jan Smuts, représentatif de l'électorat anglophone urbain, connait aussi des tensions avec les fédéralistes du Natal ainsi qu'entre l'aile conservatrice et l'aile libérale du parti dirigée par Jan Hendrik Hofmeyr. En septembre 1931, la Grande-Bretagne abandonne l'étalon-or. Tielman Roos, en rupture de ban avec sa formation politique, prône l'abandon de l'étalon-or et un gouvernement d'union nationale. Pour le contrer, Hertzog se rapproche de Jan Smuts pour former un gouvernement de coalition (février 1933) au grand dam de D.F. Malan, peu enthousiaste à une union avec les anglophiles, fussent-ils afrikaners.
Les circonstances de ce rapprochement, qui aboutit deux ans plus tard à une fusion du Parti national et du Parti sud-africain, sont néanmoins exceptionnelles et résultent des conséquences de la grave crise économique qui ravage le pays et de la crise monétaire. Les tractations entre les deux partis aboutissent sur un programme commun en sept points basés comportant notamment le développement politique et économique des populations autochtones, via le renforcement de la ségrégation afin de ne pas remettre en cause le principe de domination de la civilisation blanche en Afrique du Sud.

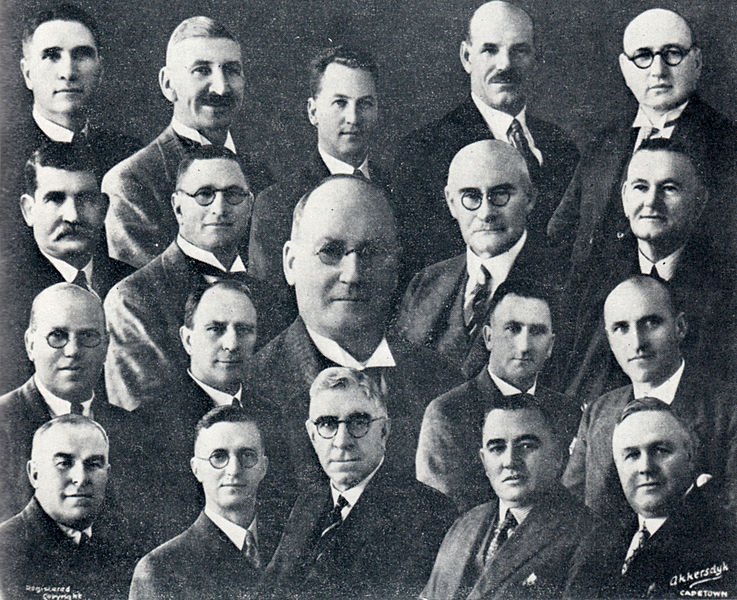
Les 19 députés nationalistes qui refusent, autour de Daniel Malan, la fusion avec le parti uni et fondent le Parti national purifié.

La coalition entre les deux formations remporte les élections générales sud-africaines de 1933 à une écrasante majorité. Avec 138 sièges sur 150 (75 PN, 61 SAP et 2 travaillistes de la tendance de Frederic Creswell), la coalition est hégémonique face au parti unioniste et au parti du centre de Roos (six sièges en tout pour l'opposition). Le nouveau gouvernement paritaire entre les deux formations qui est alors formé est dirigé par Hertzog tandis que Jan Smuts le chef du Parti sud-africain devient le vice-Premier ministre. Durant deux ans, les deux partis coopèrent et le statut de Westminster est définitivement adopté confirmant la pleine indépendance de l'Union. Durant cette période, un mouvement à l'échelle nationale propose de consolider la coalition par la fusion des deux parties qui la compose. Maintes et maintes fois, Daniel François Malan s'oppose à cette éventualité. Selon lui, la fusion des deux partis ne peut aboutir tant les opinions d'Hertzog et de Smuts diffèrent sur des sujets fondamentaux tels que la divisibilité de la Couronne, le droit de rester neutre en cas de conflit impliquant la Grande-Bretagne et le statut souverain de l'Union. L'alliance perçu comme un bon moyen de lutter contre les difficultés économiques est aussi considérée par de nombreux nationalistes comme un retour à l'ancienne politique de compromis avec les sud-africains d'expression anglaise. Le processus de fusion entre les deux partis de Smuts et de Hertzog connait cependant un contretemps : organisé sur une base fédérale, ce sont en fait les entités provinciales du Parti national qui doivent se prononcer sur la fusion et non l'exécutif national du parti. Si 3 des 4 entités provinciales du Parti national acceptent la fusion, le Parti national de la province du Cap dirigé par Malan la refuse et maintient l'existence d'un Parti national résiduel qui prend alors le nom de « Parti national purifié », composé essentiellement de membres du Broederbond. Au Transvaal, Johannes Strijdom est le seul des 33 députés nationalistes de cette province à rompre avec Hertzog et à fonder le « Gehandhaafe Nasionale party » (Parti national vigilant), branche transvaalienne de la faction restée fidèle à Malan.
La fusion entre le Parti national d'Hertzog et le Parti sud-africain intervient le 5 décembre 1934, lors d'un congrès extraordinaire à Bloemfontein célébrant la naissance du Parti national uni d'Afrique du Sud, très rapidement appelé parti uni (united party - UP). 

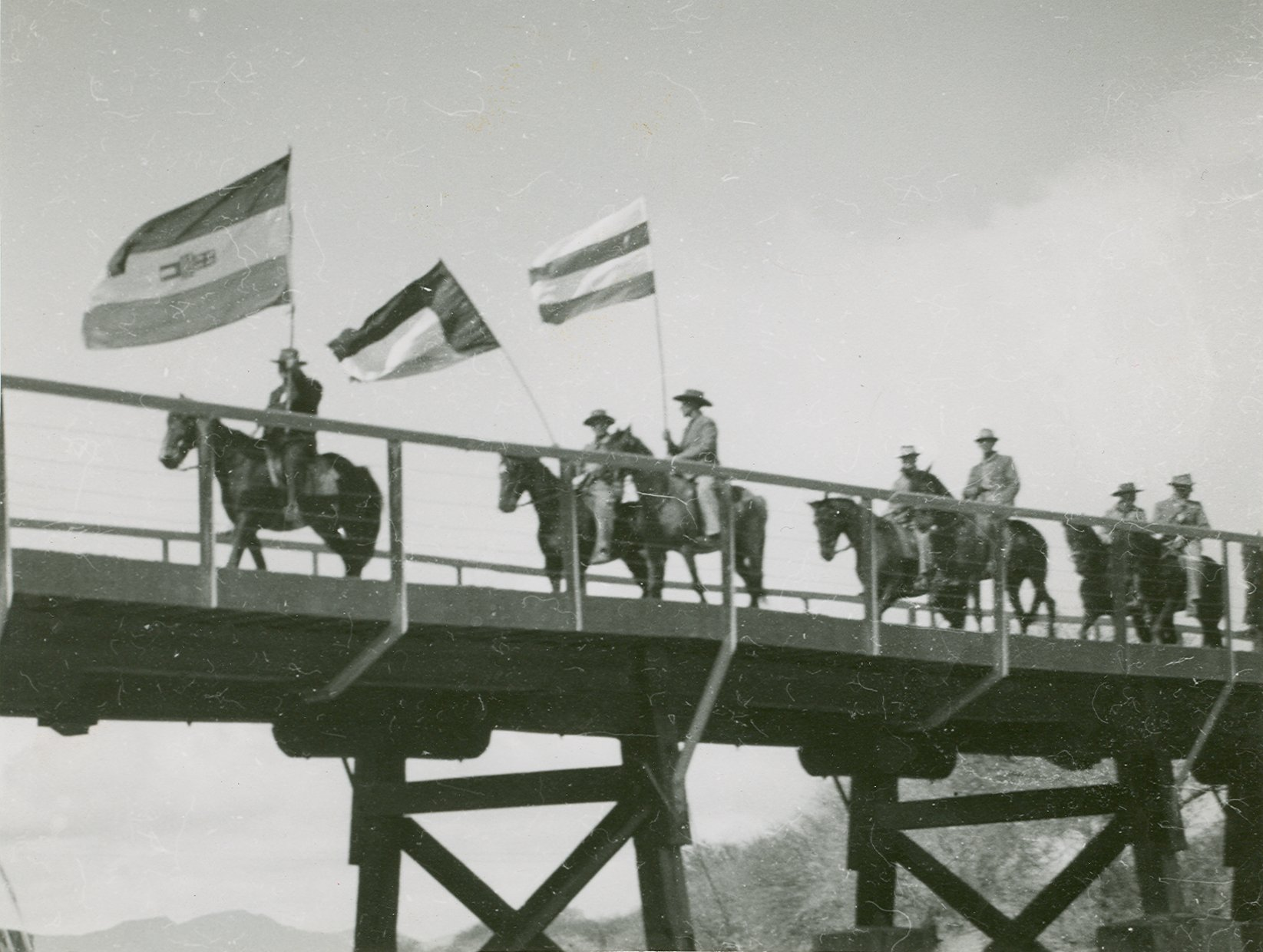
Cérémonies commémoratives du Grand Trek en 1938.

Sur fond de crise économique, le nationalisme afrikaner continue de se développer. Exalté autour de l’anti-britanisme, le mouvement des « Dertigters », dont les chefs de file sont N. P. van Wyk Louw, Dirk Opperman, C. M. van den Heever et Uys Krige marque la mobilisation de l’élite intellectuelle afrikaner autour de la lutte contre la massification et pour la défense de ses valeurs et de sa culture. Le virulent anti-britannisme commence cependant à être concurrencé chez les Afrikaners par la crainte d'un nationalisme noir en gestation. L'année 1938 est marquée par les célébrations du centenaire du Grand Trek, rassemblant autour du même thème, des communautés blanches disparates dont les seuls dénominateurs communs sont la religion et la langue. Ces célébrations, marquées par un déferlement sans précédent du nationalisme afrikaner à travers tout le pays, se terminent à la date symbolique du 16 décembre par la pose à Pretoria de la première pierre des fondations du Voortrekker Monument, dédié aux pionniers boers. L'année 1938 est aussi une année électorale qui confirme cependant dans ce contexte le parti uni au pouvoir. Si le Parti national purifié confirme son assise électorale dans la province du Cap (où il remporte 20 des 59 sièges notamment ceux de Daniel Malan, Paul Sauer, Karl Bremer, Eric Louw, Stephanus Petrus le Roux et François Christiaan Erasmus), il ne remporte qu'un siège de député (sur 60) au Transvaal (celui de Johannes Strijdom), que six sièges sur 15 dans l'état libre d'Orange (Charles Swart, député sortant, est néanmoins battu dans sa circonscription de Ladybrand) et aucun siège au Natal.

#### Face à la surenchère antisémite du nationalisme afrikaner des années 1930 et 40
Durant les années 1930, de nombreux nationalistes afrikaners se montrent réceptifs à la politique raciale de l'Allemagne d'Adolf Hitler. Certains sympathisent ou adhèrent à l'idéologie nationale-socialiste et à l'antisémitisme. Les raisons de base de cette adhésion peuvent être, outre le racisme, la haine des Britanniques véhiculée depuis la seconde guerre des Boers, mais aussi l'hostilité au capitalisme, au communisme et à la démocratie parlementaire. Pour eux, tout ennemi des Britanniques est un allié, quel qu'il soit. Certains de ces Afrikaners sont eux-mêmes d'ascendance germanique et ont toujours manifesté un certain attachement à leur patrie d'origine, comme de nombreux descendants d'Allemands de par le monde. La majorité de ces ralliés pense que la résurgence des républiques boers ne serait possible qu'en cas de chute de l'empire britannique, lequel ne peut résulter que d'un conflit avec une grande puissance européenne. Hitler leur apparait alors comme cet homme providentiel capable de battre la Grande-Bretagne. Ce raisonnement est à la base du ralliement de nombre de ces Afrikaners nationaux-socialistes qui les amène à accepter et revendiquer les autres caractéristiques du nazisme comme l'antisémitisme.
Les premiers mouvements crypto-nazis sud-africains sont les Greyshirts et les Boerenasie. Ses chefs sont alors des membres ou des proches du Parti national comme Johannes van Rensburg (alors secrétaire à la Justice). Dans les années 1940, le mouvement Nuwe Orde (Nouvel ordre), ouvertement favorable aux Nazis, est lancé par l'ancien ministre de la Justice et de la Défense, Oswald Pirow, un dissident du parti uni. Pour Van Rensburg, le général Hertzog aurait aussi sympathisé à sa cause bien que rien ne puisse définitivement en attester. Hertzog est néanmoins un détracteur du traité de Versailles et il soutient Hitler dans la dénonciation de celui-ci. Bien que favorable cependant à la rétrocession théorique des colonies allemandes au Reich allemand, il s'oppose en pratique à ce que soit rétrocédé le Sud-Ouest africain et propose en échange le Liberia. Le soutien à la rétrocession des colonies allemandes est également partagé par J. G. Strijdom, chef du Parti national au Transvaal, qui déclare en 1937 qu'il ne ferait aucune objection à la rétrocession du Sud-Ouest africain.
Les théories suprémacistes des nazis sont aussi reprises par plusieurs chefs nationalistes. Alors que les premiers discours nationalistes mentionnant la composante juive de la population sud-africaine l'assimile au peuple afrikaner (discours du général Hertzog en 1929 et de Daniel François Malan en 1930), c'est la question de l'immigration en Afrique du Sud des Juifs fuyant l'Allemagne nazie qui divise le parti, sur fond d'antisémitisme avéré et de nationalisme exacerbé. Ainsi les plus modérés de ces nationalistes y voient l'éternel cheval de Troie utilisé par la perfide Albion pour augmenter le poids de la population blanche au détriment des Afrikaners alors que les plus virulents ont carrément des discours antisémites. Le 1er mai 1930, avant l'arrivée au pouvoir des nazis, le ministre de l'Intérieur, Daniel Malan, promulgue la loi d'immigration établissant des quotas par pays, nationalité et par race, excluant formellement les pays dont sont traditionnellement issus les immigrants juifs (est et sud de l'Europe). La loi facilite officiellement l'immigration germanique et saxonne d'Europe de l'Ouest, population apparemment plus assimilable aux Afrikaners, selon Malan.
Les persécutions nazies vont néanmoins augmenter les demandes d'immigrations juives en Afrique du Sud, de 204 en 1933 à 452 en 1934 puis 2546 en 1936. Au début, le Parti national défend les demandes des immigrants, reconnaissant la difficulté de leur situation et condamne les mouvements extrémistes qui demandent leur renvoi. En 1934, le journal Die Burger condamne l'activisme antisémite des Greyshirts (chemises grises) et leur soutien à un régime dictatorial.
En novembre 1936, après la scission entre nationalistes, la loi est cependant modifiée par le gouvernement du parti uni dans un sens restrictif alors que le navire SS Stuttgart transportant 600 réfugiés juifs accoste en Afrique du Sud. Les Greyshirts tentent d'empêcher le débarquement des réfugiés soutenus par la section locale du Parti national de Paarl. Parmi les signataires des nationalistes de Paarl, Theophilus Dönges, qui écrit que les juifs sont insolubles dans la communauté nationale. Il est rejoint par Hendrik Verwoerd, qui s'en prend à la presse anglophone. Un an plus tard, ce dernier signe un éditorial dans le journal Die Transvaler où il propose un nouveau système de quotas d'immigration restrictif à l'intention des immigrants d'origine juive.
En 1937, le gouvernement Smuts-Hertzog fait adopter une nouvelle loi imposant le critère de l'assimilation de l'immigrant à la communauté nationale sans donner d'autres critères précis. Le Parti national purifié n'est pas satisfait et propose l'interdiction de l'immigration juive et l'interdiction de certaines branches professionnelles aux Sud-Africains juifs. Le nationaliste F. C. Erasmus, tente de son côté de s'attirer les bonnes grâces des Greyshirts en affirmant partager leurs convictions. Ainsi, en 1938, à la veille des élections générales, de nombreux membres de ce mouvement extrémiste annoncent leur ralliement au Parti national. Malan remerciera les Greyshirts ainsi que Louis Weichardt, un de leurs chefs pour son soutien.
Daniel Malan reconnaît cependant la surenchère pratiquée par ses troupes mais dans un premier temps invoque l'existence d'un « problème juif » en Afrique du Sud, résultant, selon lui, de la place qu'aurait la population juive sud-africaine dans le monde des affaires, notamment les mines mais aussi la presse. Ainsi, pour lui, un taux supérieur de 4 % de juifs dans la population blanche nourrit l'antisémitisme qu'il dénonce par ailleurs (la population juive sud-africaine n'a jamais dépassé le taux de 4,5 % de la population blanche alors que Malan la chiffrait à 5-7 %).
En février 1939, le député nationaliste Eric Louw dépose une proposition de loi durcissant encore les conditions d'immigration mais aussi proposant des quotas pour les juifs à l'entrée de certaines professions. La proposition n'est pas adoptée mais Jan Hendrik Hofmeyr, un proche de Smuts, dénonce la proposition de loi comme persécutrice des juifs et qui dépasse les pires allégations nazies.
D'autres mouvements ou groupuscules nazis se font connaître à la même époque comme le South African Gentile National Socialist Movement, dirigé par Johannes von Strauss von Moltke, qui proclame combattre l'influence juive en Afrique du Sud et proposait d'établir un État aryen dans le pays. Il est l'un des responsables de la propagation dans le pays du protocole des sages de Sion. Lors des élections de 1938, von Moltke apporte son soutien au Parti national. En récompense, von Moltke devient le président du Parti national du Sud-Ouest africain et sera plus tard membre du parlement pour la circonscription de ǁKaras (jusqu'en 1961).

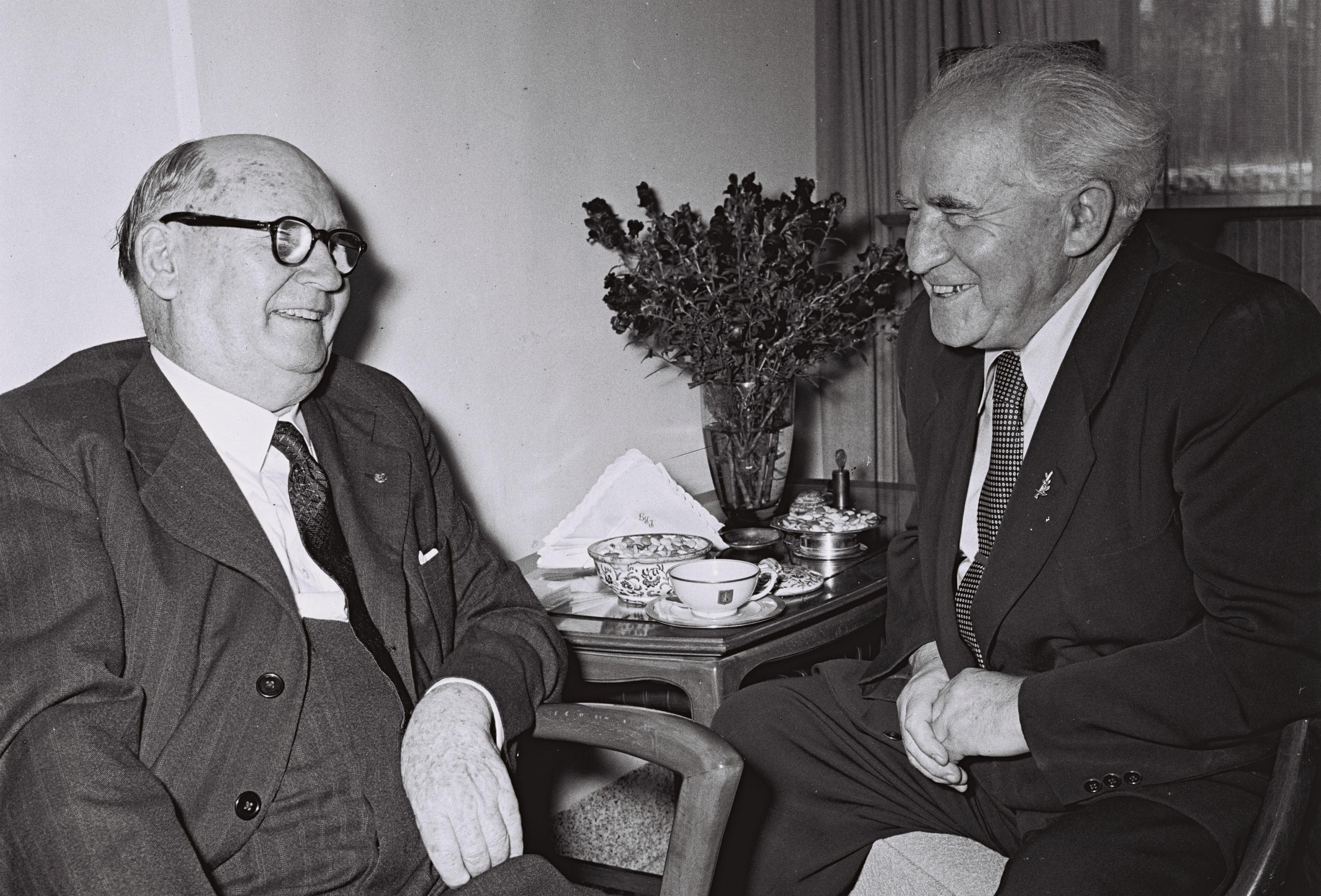
Daniel François Malan et David Ben Gourion en juin 1953 lors du premier déplacement d'un chef de gouvernement sud-africain en Israël.

Durant la Seconde Guerre mondiale, le Parti national du Transvaal incorpore dans ses statuts une clause interdisant aux juifs d'en être membre. C'est l'un des derniers actes officiels clairement antisémites du Parti national qui prend alors, du moins au niveau national, ses distances avec les partisans de l'Allemagne nazie.
Peu avant les élections de 1948, Malan publie une profession de foi où il récuse les accusations d'antisémitisme. Dès lors, après leur arrivée au pouvoir, les nationalistes n'ont de cesse d'affirmer et de vouloir démontrer leur amitié avec le peuple juif et avec l'État d'Israël : la clause d'exception au statut du Parti national du Transvaal est supprimée et la communauté juive de Worcester est l'objet d'une commémoration nationale. En 1953, Malan se rend en visite officielle en Israël, officialisant publiquement le rapprochement de deux pays pro-occidentaux situés dans des régions non occidentales. Ce qui unit alors les dirigeants sud-africains et israéliens, ce sont leurs convergences de vues sur la situation respective de leurs pays dans un environnement hostile et le fait que les groupes de population qu'ils représentent sont minoritaires et confrontés à une grande hostilité locale remettant en cause leur propre existence. Affirmant une communauté de vue avec le sionisme, D.F. Malan, présenté souvent par ses partisans comme le Moïse des Afrikaners, promet de continuer d’apporter son aide militaire à Israël comme l'Afrique du Sud l’avait fait durant la guerre d’indépendance quelques années plus tôt. Dans les années 1970, le Premier ministre John Vorster effectuera le même déplacement pour approfondir la coopération scientifique et militaire entre les deux pays.
L'antisémitisme de quelques députés nationalistes ressurgira parfois, notamment à partir de 1959, pour « dénoncer » la surreprésentation de membres originaires de la communauté juive (Helen Suzman, Boris Wilson, Bernard Friedman, Harry Oppenheimer) à la direction du Parti progressiste ou dans le soutien public au Congrès national africain (Nadine Gordimer, Arthur Chaskalson).

### Une opposition attentiste (1939-1947)
Le déclenchement de la Seconde Guerre mondiale en septembre 1939 divise le gouvernement entre les partisans de la neutralité et ceux de la participation au conflit. Hertzog plaide pour la neutralité. Sa motion reçoit au parlement le soutien de Malan. Pour eux, les liens moraux qui unissent l'Afrique du Sud à la Grande-Bretagne ne font pas du premier l'obligé du second. Au terme du statut de Westminster et du South Africa Act, l'Afrique du Sud a le droit selon eux de proclamer sa neutralité. Si elle ne peut maitriser son destin, elle n'est plus qu'une esclave. En dépit de l'appoint des députés du Parti national, la motion de Hertzog est rejetée par treize voix de majorité à la Chambre de l'Assemblée. Hertzog doit se démettre de sa fonction de Premier ministre qu'il laisse à Jan Smuts, partisan de la participation de l'Afrique du Sud à la guerre. Quelques jours plus tard, dix mille manifestants anti-guerre se réunissent à Monumentkoppie près de Pretoria pour honorer Hertzog et Malan qui y scellent officiellement leur réconciliation. Hertzog et ses partisans quittent le Parti Uni pour rejoindre le Parti national réunifié (Herenigde Nasionale Party of Volksparty, janvier 1940). L'idéal républicain est réaffirmé dans le programme du parti que Malan propose de voir diriger par Hertzog. Mais celui-ci refuse en raison de divergences de point de vue et de l'hostilité de plusieurs membres de la jeune génération nationaliste et en novembre 1940, il décide de se retirer de la vie politique laissant Malan être désigné chef de parti en avril 1941.
Les années 1941 à 1943 sont politiquement difficiles pour Malan et le Parti national. Le nationalisme afrikaner est divisé sur l'attitude à avoir envers les protagonistes de la Seconde Guerre mondiale. De nombreux afrikaners participent à l'effort de guerre ou participent au combat aux côtés des Britanniques sur tous les fronts, africains et européens. D'autres, sous la direction notable de Johannes Frederik Janse van Rensburg, un ancien partisan de Malan, s'organisent au sein de la belliqueuse Ossewa-Brandwag (sentinelle des chars à bœufs), un mouvement extrémiste nationaliste hostile à l'engagement sud-africain dans la guerre. D'autres à l'instar de l'ancien ministre Oswald Pirow fondent des organisations dissidentes explicitement pro-nazies. D'autres enfin s'engagent dans un nationalisme plus modéré, notamment au parti afrikaner, fondé par Nicolaas Havenga, le plus proche collaborateur de Hertzog. Si D.F. Malan n'a pas d'attirance pour le nazisme ou le fascisme, il sait se révéler opportuniste en fonction des circonstances. Cependant, le rejet des idéologies totalitaires demeure une caractéristique constante de la profession de foi politique de Malan depuis son entrée dans la vie publique. Il défend d'ailleurs l'idée que la démocratie est inhérente à l'héritage ouest-européen des Afrikaners et constitue un aspect inaliénable de leur identité nationale. En 1942, Malan rédige un projet de constitution publié dans les deux quotidiens de langue afrikaans (Die Burger au Cap et Die Transvaler à Johannesbourg) où il évoque la ségrégation territoriale et l’inégalité entre Blancs et non-Blancs sur la base d'un « paternalisme chrétien », plaçant les premiers au-dessus des seconds.
Lors des élections de 1943, en remportant 42 sièges (+ 16) et 36 % des suffrages, Malan gagne son bras de fer contre les dissidences extrémistes alors que le Parti Uni confirme sa domination sur la vie politique sud-africaine (105 sièges). Dans ces circonstances, le leadership de Malan sur la cause nationaliste est renforcé et confirmé l'année suivante lors d'une élection partielle à Wakkerstroom, quand le Parti national réunifié fait tomber dans son escarcelle ce bastion du parti uni. Malan entreprend alors de refonder le programme du Parti national qu'il concentre plus particulièrement sur les mesures relatives à la situation raciale, au communisme, aux intérêts économiques de l'Union, au traitement de questions sociales comme la santé, l'alimentation, le logement et au retour des soldats en Afrique du Sud. En 1944, Malan expose la vision du Parti national en matière de relations raciales et se réfère pour la première fois au terme d'apartheid, un terme entré récemment dans la vocabulaire politique sud-africain et utilisé depuis le milieu des années 1930 par plusieurs intellectuels issus notamment de l'université de Stellenbosch. Se référant au néo-calvinisme néerlandais de Abraham Kuyper et à la philosophie de Johann Fichte, Malan considère que l'Afrique du Sud est un ensemble de nations qui doivent se développer séparément, conformément à leur culture et à leur histoire. En conséquence, les Afrikaners ont le droit et le devoir de se séparer des autres peuples. Faisant de ce principe de séparation un dogme, il lui confère une connotation quasi religieuse.
Au sortir de la Seconde Guerre mondiale, le Premier ministre Jan Smuts est en position de force, célébré comme un héros de guerre et comme une personnalité internationale reconnue qui a fait de l'Afrique du Sud un membre fondateur des Nations unies. Si Smuts est inattaquable au sein de son parti, D.F. Malan doit faire face aux ambitions d'une nouvelle génération nationaliste dont le mot d'ordre est l'instauration immédiate de la République et la rupture des liens privilégiés avec la Grande-Bretagne. Ces républicains afrikaners, menés par un groupe d'hommes qui revendique leur intransigeance doctrinale, sont principalement issus du Transvaal (Johannes Strijdom) et du Free State (Charles Swart). Ils ont été, en 1940, responsables de la rupture avec James Barry Hertzog et mettent maintenant en péril l'accord électoral négocié avec ses héritiers regroupés dans le petit Parti afrikaner. Ainsi, aux tensions internes longeant des lignes régionales coïncident au Parti national des tensions générationnelles.

#### Bataille électorale de 1948
La campagne électorale des élections générales sud-africaines de 1948 se focalise sur la politique d'intégration ou de ségrégation des populations de couleurs, la politique d'immigration controversée du gouvernement et le rapport avec le communisme.
Si le gouvernement Smuts est blâmé pour les difficultés économiques survenues après ou à cause de la guerre comme le rationnement de l'essence ou du blé et la priorité donnée aux exportations de nourritures vers la Grande-Bretagne et les Pays-Bas, que le pays connait alors une forte inflation, une pénurie de viandes, de pain et de logements salubres, c'est pourtant le thème des relations entre Blancs et Noirs qui s'impose au premier plan de la campagne électorale, devant les revendications traditionnelles liées à la république et à l'indépendance. Ce changement de paradigme résulte de l'inquiétude de la population blanche vis-à-vis de l’urbanisation croissante de la population noire. Ainsi, depuis la fin de la Seconde Guerre mondiale, celle-ci est devenue majoritaire en zone urbaine. En 1947, la commission Fagan, mandatée par Jan Smuts, préconise une libéralisation du système racial en commençant par l'abolition des réserves ethniques ainsi que la fin du contrôle rigoureux des travailleurs migrants. Pour le NP, le gouvernement prépare l'avènement d'un gouvernement non dominé par les Blancs (le swart gevaar ou péril noir). En mars 1948, en réponse à la commission Fagan, la commission de Paul Sauer, mandaté par le Parti national, préconise l'apartheid, qui est défini par opposition à la politique d’« égalité » perçu comme l'engagement vers un suicide national. Le dogme de l'apartheid, forgé concrètement au sein du Broederbond, est ainsi présenté comme « garant de la paix raciale » et fondé sur des principes chrétiens d’équité et de justice. Si cette politique vise à pérenniser la domination politique, économique et sociale des Blancs d'Afrique du Sud, à renforcer la séparation avec les différents groupes raciaux autochtones en tant qu’entités nationales distinctes, elle n'est encore qu'un concept et non un plan d'ensemble prêt à l'emploi.
Le Parti national et ses alliés vilipendent aussi la politique d'immigration du gouvernement Smuts parce qu'il inciterait les Britanniques à venir s'installer dans le pays mettant ainsi en péril les emplois et la prépondérance des Afrikaners au sein de la communauté blanche. Ils s'en prennent aussi aux bonnes relations développées entre Smuts et Joseph Staline durant la guerre contre l'Allemagne nazie.
Une grande thématique institutionnelle du Parti national passe ainsi au second plan durant ces élections : celle concernant la transformation du dominion en république et la dissolution des liens avec la Grande-Bretagne. Ce thème est pourtant l'un des grands sujets de divergences entre le parti uni et le Parti national réunifié et est le cheval de bataille des nationalistes de la nouvelle génération. La mise en sourdine des revendications républicaines révèle la volonté de Malan d'attirer vers son mouvement le vote modéré des anglo-afrikaners qui ne veulent pas couper les ponts avec l'ancienne puissance coloniale. En concédant que l'Afrique du Sud puisse encore rester un dominion au sein du Commonwealth, il peut obtenir le ralliement de nombreux partisans traditionnels du parti uni, surtout 

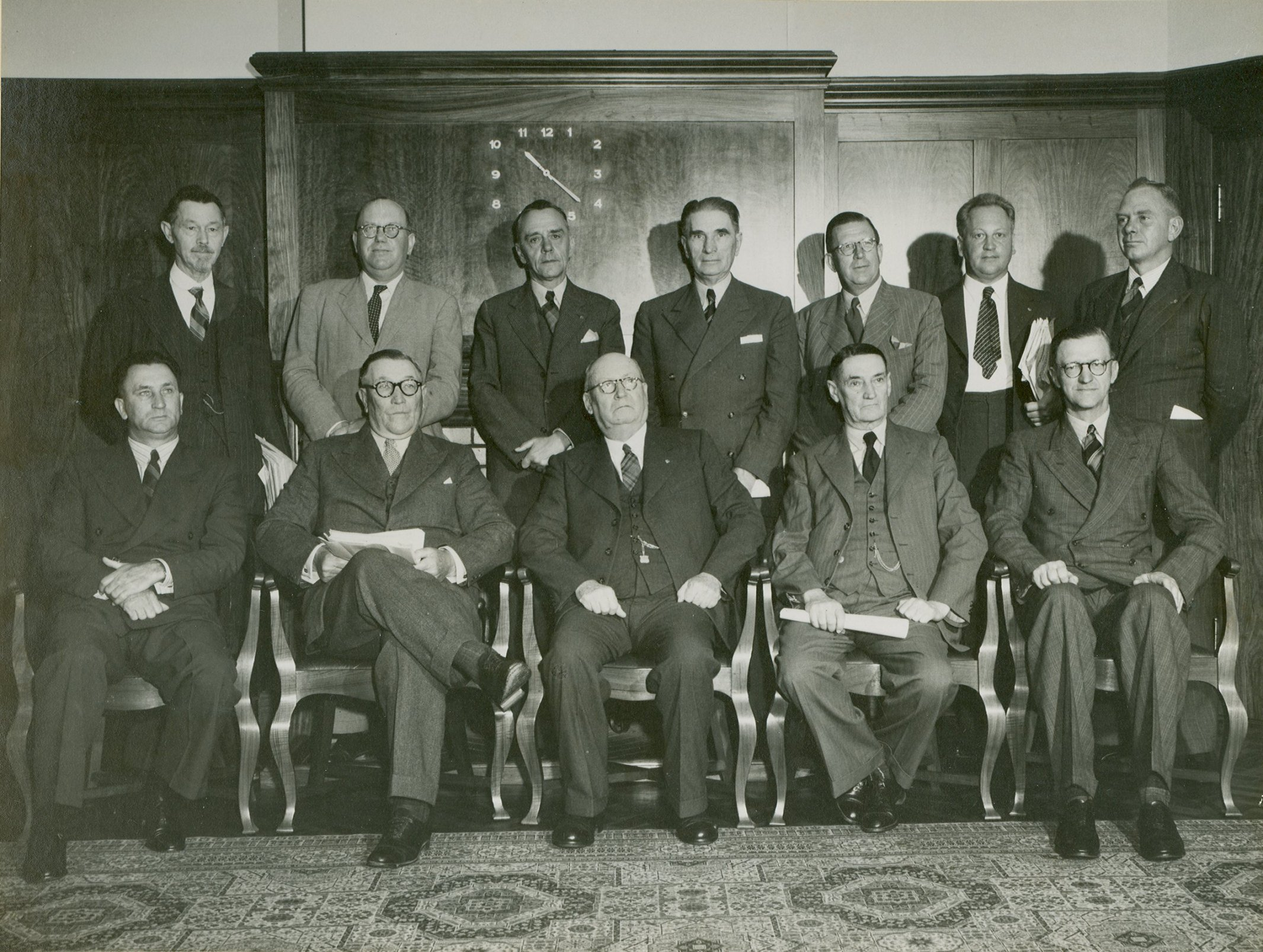
Le premier gouvernement nationaliste en 1948, dirigé par DF Malan.
Au premier rang : JG Strijdom, Nicolaas Havenga, Daniel François Malan (Premier ministre), E.G. Jansen, Charles Swart.
Au second rang : A.J. Stals, P.O. Sauer, Eric Louw, S.P. le Roux, Theophilus Dönges, François Christiaan Erasmus et Ben Schoeman.

Contre toute attente, les élections générales sud-africaines de 1948 sont remportées par le Parti national et son allié du Parti afrikaner de Nicolaas Havenga. L'alliance nationaliste afrikaner, majoritaire en sièges mais non en voix, a bénéficié du découpage des circonscriptions électorales favorables aux ruraux afrikaners, et du soutien des classes populaires blanches, méfiantes vis-à-vis d'un Jan Smuts trop distant, trop universaliste et trop éloigné des aspirations de l'Afrikaner de base. La victoire est cependant étriquée. la nouvelle majorité parlementaire ne dispose à la chambre basse que de cinq sièges de majorité et est minoritaire au Sénat.
Quand D.F. Malan est nommé Premier ministre le 4 juin 1948, il est déjà âgé de 74 ans. En prenant enfin le pouvoir au bout de trente années de carrière parlementaire, il s'exclame « Aujourd'hui l'Afrique du Sud nous appartient une fois de plus... Que Dieu nous accorde qu'elle soit toujours nôtre. ». Ce nous désigne les Afrikaners. Et le gouvernement qu'il forme comprend exclusivement des Afrikaners, tous membres de l'Afrikaner Broederbond, à l'exception de deux d'entre eux, Eric Louw et Nicolaas Havenga (son vice-Premier ministre et ministre des Finances). Seuls trois membres du nouveau gouvernement (Malan, Havenga et Jansen) ont déjà eu une expérience ministérielle, les autres sont des novices.
Il était de tradition que le cabinet reflète les contributions des différentes provinces à la victoire électorale. En l'occurrence, c'est le Transvaal qui a apporté la victoire au Parti national. Ses représentants nationaux s'attendaient donc à obtenir au moins cinq sièges au sein du cabinet. Ils furent particulièrement déçus de constater qu'au contraire, D.F. Malan avait préféré répartir les sièges au cabinet en fonction du mérite et des compétences et non en fonction de la représentation provinciale. Ils furent encore plus dubitatifs quand ce principe de nomination au mérite récompensa de nombreux intimes de Malan comme Paul Sauer, Theophilus Dönges ou encore François Christiaan Erasmus et que seuls Johannes Strijdom et Ben Schoeman se retrouvaient à représenter le Transvaal. D.F. Malan offrit cependant des sièges à leurs partisans d'autres provinces (Charles Swart, Stephanus Petrus le Roux et Eric Louw) afin de maintenir l'unité du parti. Il offrit également le poste de ministre des Finances à Nicolaas Havenga, ancien proche adjoint de James Barry Hertzog et chef du parti Afrikaner. Havenga allait déployer envers Malan la même loyauté qu'il avait manifestée envers Hertzog et devenir l'un de ses intimes et amis personnels.

### Apartheid (1948-1991)

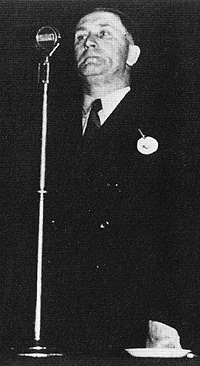
Johannes Strijdom.

De 1948 à 1994, tous les Premiers ministres sont des afrikaners issus du Parti national. Ainsi se succéderont Daniel Malan de 1948 à 1954, Johannes Strijdom de 1954 à 1958, Hendrik Verwoerd de 1958 à 1966, John Vorster de 1966 à 1978, Pieter Willem Botha de 1978 à 1989 et Frederik de Klerk de 1989 à 1994. Le parti va élargir sa base électorale, fusionner en 1951 avec le petit Parti afrikaner, s'ouvrir aux électeurs blancs anglophones et aux Juifs (jusque-là interdits de militantisme au sein du parti). À partir de 1958, sa domination du parlement est inébranlable jusqu'aux années 1990.
L'idéologie véhiculée par le Parti national et le Broederbond est l'apartheid qui se définit comme un national-christianisme blanc et des relations de bons voisinages entre voisins issus de communautés et de races différentes. Le thème récurrent des gouvernements nationalistes successifs ne sera plus dès lors la défense traditionnelle de l’identité afrikaans face au danger de domination ou d’acculturation anglophone mais celui du peuple blanc d’Afrique du Sud (anglophones, afrikaners, lusophones) menacé par la puissance de la démographie africaine et la crainte d'un soulèvement de millions de Noirs (population majoritaire dans le pays) qui balaieraient le peuple afrikaner, sa langue, sa culture, ses institutions et toute sa manière de vivre. L'idée est aussi de mettre en place une politique permettant de satisfaire aux deux tendances constitutives du Parti national, l'une portée sur la suprématie blanche garantissant la sécurité des blancs, l'autre mobilisée autour de la promotion et de la défense de la culture afrikaner enracinée dans l'histoire « d'un peuple élu » (le volk). L’apartheid fige les rapports entre races et groupes de populations, excluant dorénavant tout évolution simple et pacifique du système politique et économique. Il devient la pierre angulaire de la politique nationale sud-africaine en s'insérant dans une philosophie précise, fixe, permanente et immuable, bien éloignée de l'ancien concept du Colour Bar. Pour nombre de chefs d’États étrangers où sévit déjà une séparation plus subtile voire coutumière entre les classes, les ethnies ou les religions, la ségrégation affichée et revendiquée de l’apartheid va leur permettre d'utiliser à leur profit la politique intérieure de l'Afrique du Sud et de faire de ce pays un bouc émissaire providentiel.

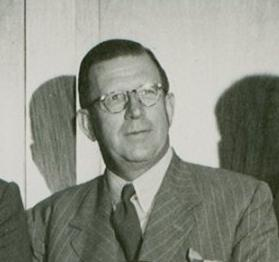
En tant que ministre de l'Intérieur (1948-1958), Theophilus Dönges fait voter le Group Areas Act, le Population Registration Act et le Separate Representation of Voters Act. En 1953, ce représentant de la faction modérée et centriste des Afrikaners du Cap succède à DF Malan à la direction du Parti national de la province du Cap et est, en 1958, l'adversaire d'Hendrik Verwoerd au poste de Premier ministre.

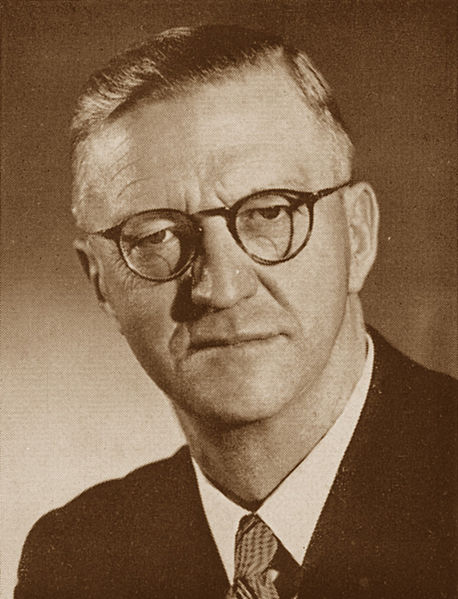
En tant que ministre de la justice, Charles Swart octroie plus de pouvoirs à la police en matière de crimes et délits et fait adopter l'Immorality Act, les lois régulant la séparation raciale dans les lieux publics et la loi interdisant le Parti communiste sud-africain (SACP) et les mouvements affiliés ou subversifs. Chef du Parti national de l'État libre d'Orange de 1940 à 1959, il est le premier président de la République d'Afrique du Sud (1961-1967).

Le Premier ministre par qui l'apartheid est mis en place, D.F. Malan, ne s'était jamais passionné pour les questions relatives aux autochtones d'Afrique du Sud. Pour lui, la priorité était de pallier la pauvreté des petits Blancs, qu'elle soit matérielle ou spirituelle. Il considère notamment que l'équilibre racial en Afrique du Sud repose sur un accord tacite entre Noirs et Blancs fondé sur le respect et l'exemplarité que ceux-ci doivent inspirer. Selon ses déclarations, l'objectif de l'apartheid est de diviser le pays en deux parties avec d'un côté les Noirs et d'un côté les Blancs, sans que les premiers ne perdurent à être les réservoirs de main-d'œuvre des seconds.
Dans un premier temps, Malan confie le ministère des affaires indigènes à un pragmatique modéré, Ernest George Jansen, qui maintint la tradition libérale du Cap et se montre plus préoccupé par la réhabilitation des réserves ou la pénurie de logements dans les townships. C'est sous la responsabilité des ministres Theophilus Dönges et Charles Swart que l'arsenal législatif de l’apartheid se met concrètement et rapidement en place, dans le but existentiel de préserver l’identité du « Volk » (le peuple afrikaner). Ainsi, le refus de toute mixité génétique et raciale est inscrite dès la loi de 1949 sur l’interdiction des mariages interraciaux (illégaux, ils sont passibles des tribunaux) et celle de 1950 sur l’interdiction des relations sexuelles interraciales. Le texte fondamental, pilier de toutes les autres lois d'apartheid, est la loi d'enregistrement de la population (Population Registration Act), adoptée en 1950 qui institutionnalise la classification raciale pour chaque habitant du pays âgé de plus de 16 ans en définissant 4 principaux groupes raciaux (Blancs, Coloureds, Noirs, asiatiques) et établissant des critères d'appartenance raciale. Ce texte de référence allait être le support de tous les autres textes législatifs et réglementaires relatifs à l'apartheid. Ainsi en découlent les textes sur l'habitat (Group Areas Act), l'enseignement (Bantu Education Act), les mouvements des personnes, l'emploi et tout ce qui concerne la vie sociale. La mise en place du « Groups Areas Act » renforce ainsi la ségrégation résidentielle au prix du déplacement de centaines de milliers de personnes dont quelques dizaines de milliers de Blancs. Il s'agit pour les nationalistes de freiner le processus d'urbanisation des Noirs et de contrôler les transactions immobilières et l'occupation des sols. À partir de 1953 et de l'entrée en vigueur de la loi concernant les accès aux services et aux lieux publics, les panneaux «Europeans Only»(Seulement pour Européens) «Native only» (Seulement pour Natifs)et «Coloured Only» (Seulement pour Métis) devenus obligatoires se multiplient dans tous les lieux publics du pays. En 1952, les premières campagnes nationales d'oppositions à la mise en place de l'apartheid commencent (« en »).
Sous la pression de la commission des affaires indigènes du parlement, Malan nomme Hendrik Verwoerd au ministère des affaires indigènes (1951). Pendant les huit années suivantes, Verwoerd jette les bases du projet de grand apartheid centré autour de la création de bantoustan, procédant alors à un renversement de logique par rapport aux anciennes politiques gouvernementales : il ne s'agit plus de maintenir l'unité de la nation mais de sacrifier l'intégrité territoriale et les relations sociales au profit d'un ordre racial. Toute la politique des gouvernements du Parti national vise dorénavant à recréer des états ethnolinguistiques homogènes à partir des réserves ethniques préexistantes. Des États ethniques, les Bantoustans (ou Homeland), sont ainsi créés à partir des 263 réserves indigènes déjà constituées sous l'ancienne législation. Alors que jusqu'en 1948, l'Afrique du Sud réclamait l'incorporation du Bechuanaland, du Basutoland et du Swaziland à son territoire, les gouvernements successifs du Parti national allaient mener une politique inverse souhaitant, en raison de leur lien ethno-linguistique, l'incorporation du Bophuthatswana avec le Botswana et le QwaQwa avec le Lesotho. Répondant ainsi à l'Afrique décolonisée par le biais de la création de ces États ethniques, le gouvernement de Pretoria pensait ainsi pouvoir créer une république sud-africaine constituée majoritairement de blancs (les métis et les indiens n'étant pas concernés par la politique des bantoustans). Dès le départ, il est envisagé à terme d'accorder l'autonomie interne aux futurs bantoustans sans pour autant leur accorder la pleine souveraineté.

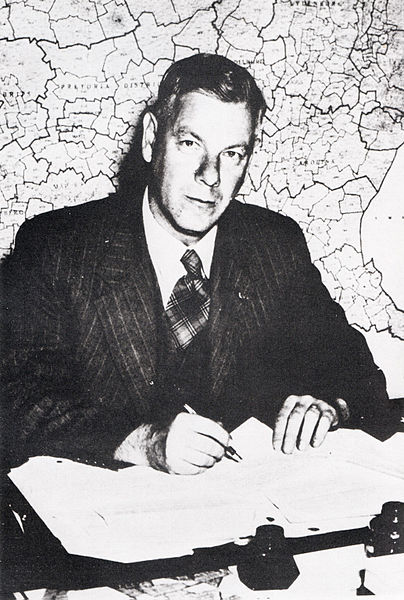
Hendrik Verwoerd,
ministre des Affaires indigènes (1950-1958) puis Premier ministre d'Afrique du Sud (1958-1966) et théoricien de l'apartheid.

Des critiques émanent cependant au sein même du Parti national pour critiquer la politique d'apartheid menée par Verwoerd. Le plus emblématique d'entre eux est le professeur L.J. du Plessis de l'université de Potchefstroom. Cet ancien chef du Broederbond en est venu à la conclusion que l'apartheid ne peut être justifié qu'avec l'accord des africains et dans le cadre du droit des peuples à l'autodétermination, concept que les Boers puis les Afrikaners ont invoqué pour eux-mêmes dans leur lutte contre l'impérialisme britannique. Dans le contexte de la décolonisation alors en cours sur le continent africain, Wicus du Plessis argumente pour que des discussions approfondies soient entamées avec les chefs des mouvements noirs tels que le congrès national africain. Il se montre notamment favorable, à terme, à une égalité territoriale et politique entre blancs et noirs et à la création d'une Afrique du Sud unitaire comprenant de nouvelles provinces dirigées par les élites noires du pays. Le débat interne aux cercles nationalistes se solde cependant par la victoire des partisans de Verwoerd, la mise à l'écart de Wicus du Plessis et la purge de ses partisans des organismes afrikaners.
De 1951 à 1956, le gouvernement Malan mène une véritable bataille constitutionnelle pour radier les Coloureds des listes électorales communes et instituer des collèges électoraux séparés. Politiquement, la mesure permettrait de priver le parti uni et le parti travailliste de voix déterminantes dans plus de la moitié des 55 circonscriptions de la province du Cap. Le succès des nationalistes aux élections générales sud-africaines de 1953 ne parvient pas à leur faire acquérir la majorité nécessaire pour modifier la constitution alors qu'au sein même du Parti national, plusieurs de ses membres à l'instar de Nicolaas Havenga sont réticents à modifier le droit de vote reconnu constitutionnellement aux métis et Coloureds du Cap. La franchise électorale du Cap est finalement supprimée en 1956 par le gouvernement Strijdom malgré la campagne lancée par les Torch commando. De 1956 à 1977, une dizaine d'autorités territoriales tribales sont établies et 4 d'entre eux à commencer par le Transkei deviennent indépendants mais non reconnus par la communauté internationale.
Le système génère des frustrations, bien sûr chez les Noirs et autres groupes désavantagés qui trouvent en l'ANC un de leurs principaux porte-paroles, mais aussi chez certains Blancs libéraux, représentés notamment d'abord par le Parti Progressiste. Après le massacre de Sharpeville, la destruction en place publique de leurs laissez-passer par plusieurs milliers de noirs sud-africains et la mise en place de l'état d'urgence décrété par le gouvernement le 8 avril 1960, l'ANC et le congrès panafricain sont interdits en vertu de la loi de suppression du communisme. Sur le plan international, la situation de l'Afrique du Sud se détériore, ce qui se manifeste par son exclusion de l'Organisation mondiale de la santé, de l'organisation des Nations unies pour l'éducation, la science et la culture et du bureau international du travail.

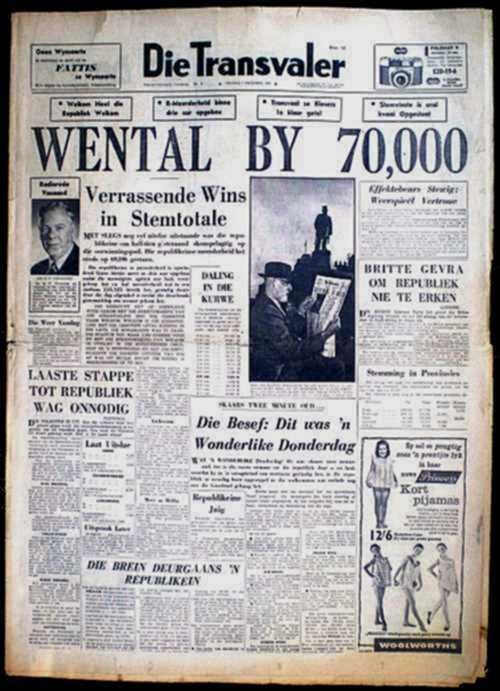
Première page du Transvaler annonçant le 7 octobre 1960 la victoire des partisans de la République à l'issue du référendum organisé par le gouvernement Verwoerd.

L’âge d'or de l'apartheid et du nationalisme afrikaner est la période de pouvoir d'Hendrik Verwoerd qui arrive au pouvoir en 1958, après la mort soudaine du Premier ministre JG Strijdom. Verwoerd s'est imposé au caucus parlementaire du Parti national face à Theophilus Dönges, chef du Parti national de la province du Cap et face à Charles Swart, chef du Parti national dans l'état libre d'Orange, consacrant alors la victoire de la machine politique nationaliste et intransigeante du Transvaal sur les autres provinces. Le 31 mai 1961, le Premier ministre Verwoerd concrétise le rêve d'émancipation des fondateurs du Parti national avec la proclamation de république d'Afrique du Sud obtenue à la suite d'un référendum organisée auprès de la population blanche. Le Parti national est alors plus fort que jamais.
À partir du mandat de John Vorster (1966-1978), l'idéologie de l'apartheid se modernise constamment. Les discours de la classe dirigeante afrikaner ne se focalisent plus sur la défense de l'identité afrikaans mais sur les concepts de nation sud-africaine dont celle de la nation blanche d'Afrique du Sud regroupant anglophones, afrikaners et lusophones, dans un effort d'incorporation des groupes européens du pays. Ceux-ci, au travers de leur expression politique qu'est le Parti national, n'en revendiquent pas moins « le droit historique et le devoir de maintenir leur souveraineté sur l'Afrique du Sud », alors que les Noirs ne sont plus présentés comme inférieurs mais comme différents. En outre, le Parti national renforce sa mainmise sur l'appareil d'État et assume un contrôle presque complet sur le mouvement nationaliste afrikaner ainsi qu'un monopole aussi bien sur l'armée et la fonction publique que sur les grandes sociétés d'État. Le mandat de Vorster est aussi un tournant car, contrairement à son prédécesseur, il n'est pas un idéologue et fait preuve de pragmatisme. Il abandonne le concept du Baasskap au profit de la lutte contre le communisme, développe les relations bilatérales avec les pays africains, autorise la venue de diplomates, et de sportifs de couleurs en Afrique du Sud et permet la constitution de la première équipe sportive sud-africaine multiraciale. Il assouplira en fin de mandats certaines lois vexatoires du petty apartheid, autorisant l'ouverture des bureaux de poste, des parcs, et de certains hôtels et restaurants aux noirs.

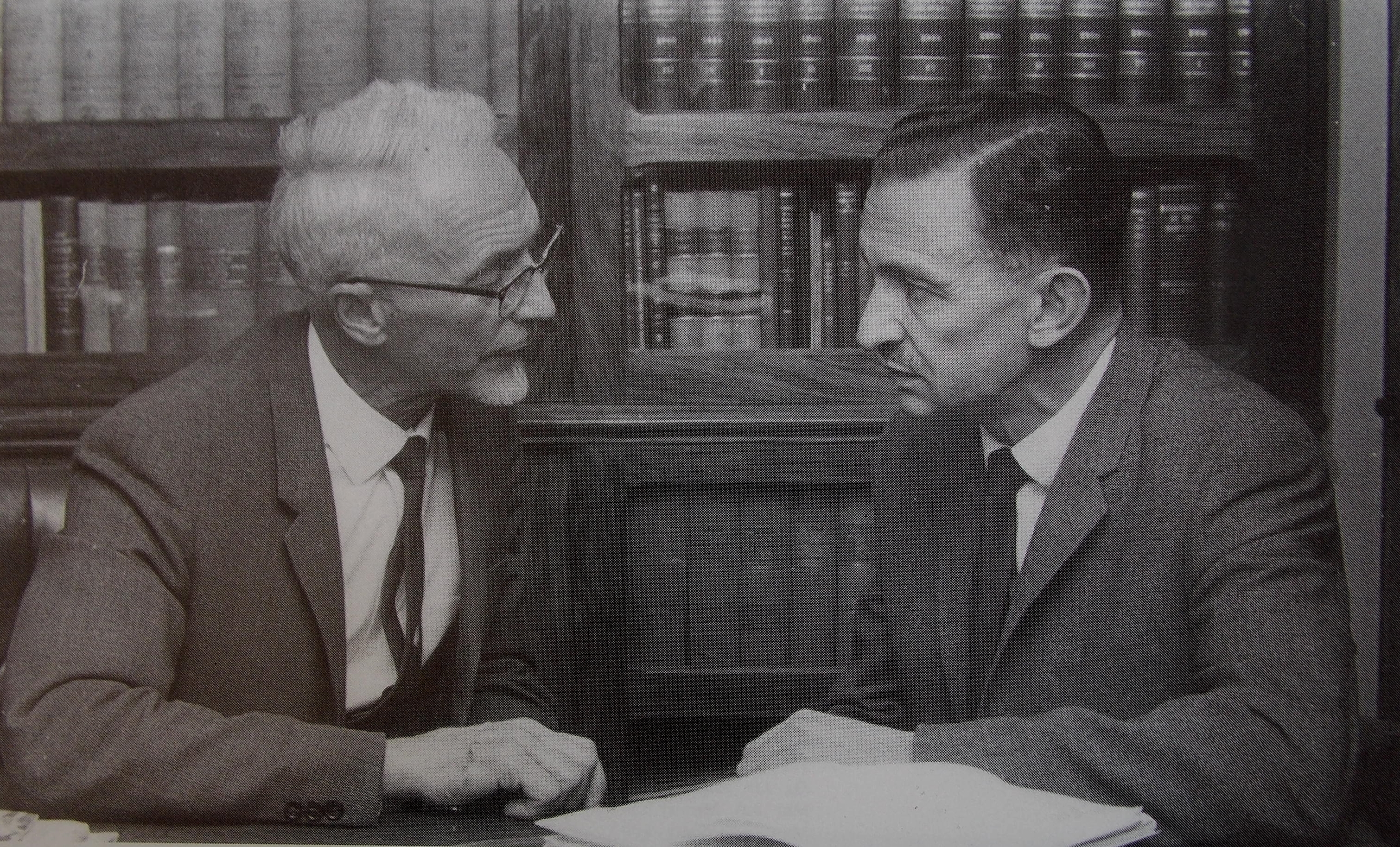
Les fondateurs du Parti national reconstitué, Albert Hertzog et Jaap Marais.

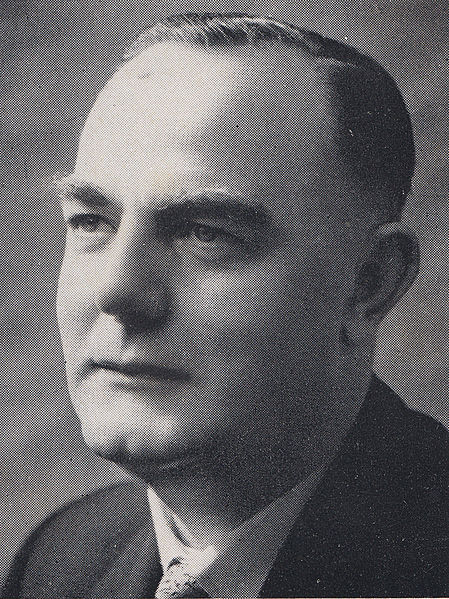
John Vorster.

Ces ouvertures entamées à la fin des années 1960 provoquent un schisme au sein du Parti national entre conservateurs et « éclairés ». En 1969, la simple décision d'autoriser la présence de joueurs et de spectateurs Maoris lors de la tournée de l'équipe de rugby de Nouvelle-Zélande en Afrique du Sud provoque une crise au sein du Parti national et l'exclusion d'Albert Hertzog, de Jaap Marais, Louis Stofberg et de Willie Marais qui fondent alors le Parti national reconstitué (HNP).
Les années 1970 révèlent de nouvelles personnalités au sein du Parti National comme Connie Mulder, Pieter Willem Botha, Jimmy Kruger, Andries Treurnicht, Piet Koornhof, Louis Le Grange ou Pik Botha. En 1978, à la suite de la démission de John Vorster, des élections internes ont lieu au sein du Parti national pour désigner son successeur au poste de président du parti et à celui de Premier ministre. Trois candidats sont en lice, Pik Botha représentant de l'aile libérale du Parti national très populaire chez les blancs sud-africains et considéré comme le favori de John Vorster, et deux conservateurs Pieter Botha, président du Parti national de la province du Cap et Connie Mulder président du Parti national du Transvaal, empêtré dans le scandale de l'information, au premier tour du scrutin, Pik Botha est éliminé. Au second tour c'est Pieter Willem Botha, qui est élu comme le nouveau chef du Parti national et le nouveau Premier ministre d'Afrique du Sud après l'avoir emporté par 98 voix contre 74 à Connie Mulder.
Sous la pression de l'opinion occidentale (accompagnée de pressions économiques, notamment en provenance des États-Unis), de la contestation interne, de l'agitation de plus en plus incontrôlable dans les cités noires (les townships), et également de la pression démographique, l'apartheid est nettement assoupli sous le gouvernement de Pieter Willem Botha. Après avoir autorisé la formation de syndicats noirs (en 1979), Botha entame en 1984 la réduction graduelle des inégalités de salaires entre Blancs et Noirs dans les mines et en 1985, autorise la formation de syndicat inter-raciaux et de partis non exclusivement blancs, du moment qu'ils n'aient pas été interdits par le passé. Ainsi se constituent le Front démocratique uni (en fait vitrine interne de l'ANC interdite) et la COSATU qui en deux ans allaient confédérer 33 syndicats et revendiquer 220 000 adhérents.

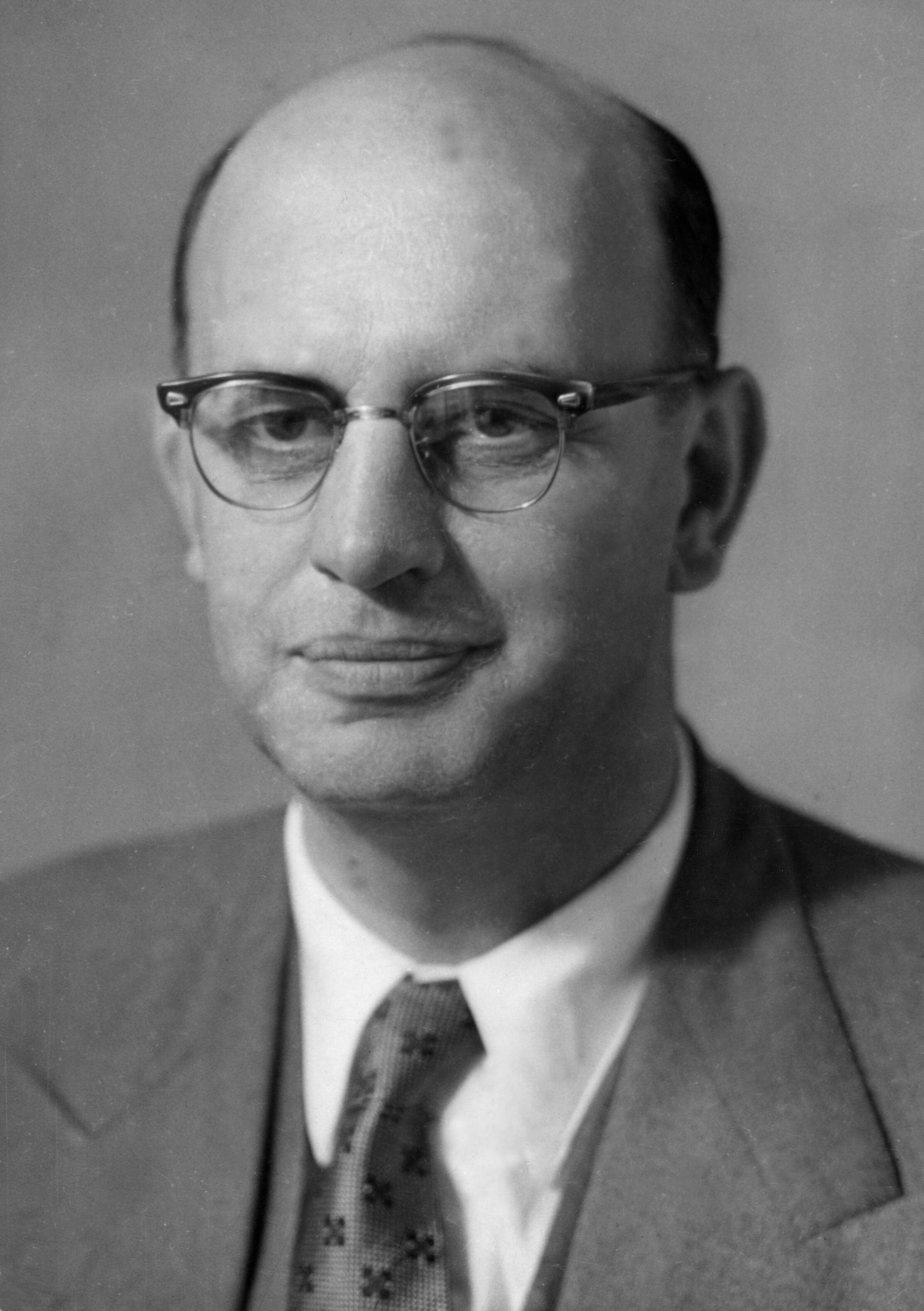
Pieter Willem Botha, chef du Parti national dans la province du Cap de 1966 à 1986, devient Premier ministre en 1978 et président de la République en 1984.

Inspiré du modèle consociationnel, une nouvelle constitution entre en vigueur le 3 septembre 1984, établissant un régime présidentiel basé sur un parlement tricaméral. Cette constitution, adoptée en 1983 au cours d'un référendum par les électeurs blancs sud-africains, libéralise le régime institutionnel. Approuvée par 65 % des électeurs, elle établit trois chambres parlementaires distinctes, élus par les trois groupes raciaux minoritaires du pays, les blancs, les indiens et les métis en proportion de leur population. Les noirs n'ont droit à aucune représentation nationale. Ceux résidant dans les zones urbaines se voient cependant octroyés de nouveau la citoyenneté sud-africaine et obtiennent le droit d'élire leurs propres conseillers municipaux. Le cabinet ministériel s'ouvre pour la première fois aux non blancs avec la nomination de Amichand Rajbansi et Allan Hendrickse chargés des affaires indiennes et métis.
En 1985, la loi portant interdiction des mariages mixtes est abrogée. En 1986, la loi sur les laissez-passer ('Pass Laws Act') de 1952 est abolie, permettant aux Noirs sud-africains pauvres de se déplacer librement en ville, voire de s'y installer. La pérennité de la présence des Noirs dans les frontières de l'Afrique du Sud blanche est reconnue au sommet de l’État. Plus globalement, le gouvernement annonce la suppression des mesures vexatoires de discrimination dans les lieux publics (« petty apartheid ») provoquant de vives réactions dans les milieux conservateurs et l'émergence du parti conservateur (CP), créé par des dissidents menés par Andries Treurnicht, comme principal parti de l'opposition parlementaire. Cette opposition conservatrice soutenues par d'anciens ministres du Parti national (Jimmy Kruger, Connie Mulder, Ferdinand Hartzenberg), par Betsie Verwoerd (veuve d'Hendrik Verwoerd) et par John Vorster est notamment favorable à un démantèlement de l'Afrique du Sud pour y créer un État blanc. Il rencontre un large écho au sein de la population afrikaner ce qui inquiète le Parti national. Bien que des négociations secrètes directes entre l'ANC et des membres du Parti national aient été organisées depuis 1985 avec l'accord du gouvernement, Botha refuse d'aller plus loin dans ses réformes, soucieux de la scission de plus en plus importante entre afrikaners modérés et conservateurs. Ainsi, la répression policière l'emporte durant les dernières années de son mandat.
En 1989, Botha doit se démettre de sa fonction de chef de parti à la suite d'un accident cérébral. Son dauphin est alors Barend du Plessis, le ministre des Finances, un modéré. Lors du caucus des députés du Parti national chargés d'élire le nouveau président, ce dernier fait face aux conservateurs Chris Heunis et Frederik de Klerk et au libéral Pik Botha. Frederik de Klerk finalement l'emporte au grand dam de Botha qui tente alors de se maintenir à la tête de l'État. Les conflits se multipliant avec le nouveau chef de parti, Botha en vient à être désavoué par son propre cabinet. Ulcéré, il annonce sa démission le 14 août 1989 et des élections anticipées sont organisées pour le 6 septembre 1989. Le Parti national affiche alors un programme réformiste prévoyant la fin de la discrimination raciale et la « démocratie entre les groupes ».

### Fin de la domination blanche (1989-1994)

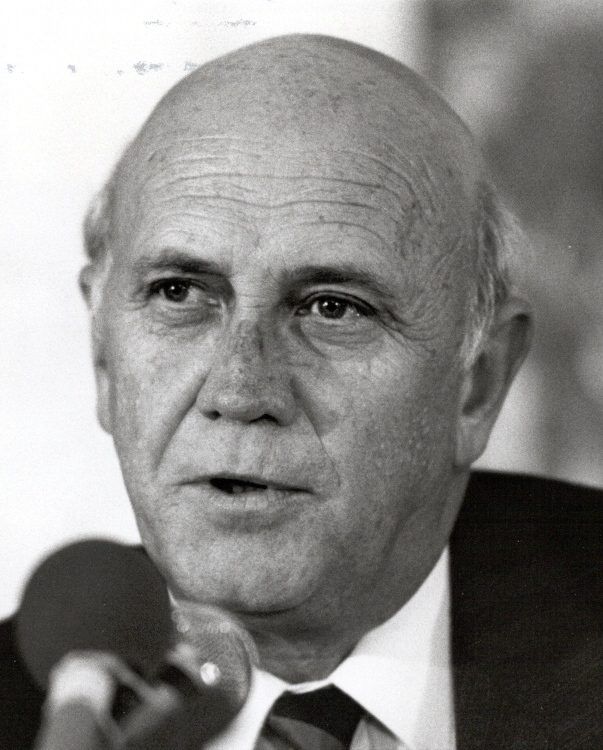
Frederik de Klerk.

Au bout de six mois de délibération au sein du Parti national, Frederik de Klerk, jusque-là réputé pour ses positions conservatrices, est parvenu à la tête du Parti national avec pour mandat de réformer le système afin de répondre à l'aspiration du vote égalitaire des Noirs et de poser dans un cycle de négociations constitutionnelles, l'intangibilité de certains principes comme l'inviolabilité de la propriété privée et la mise en place de dates butoirs pour bloquer de possibles revendications foncières.
Lors des élections générales du 6 septembre 1989, le Parti National enregistre son plus mauvais résultat à une consultation populaire depuis qu'il est au pouvoir. Avec 48 % des voix, il domine encore le parlement mais ne rassemble plus que 46 % des électeurs afrikaners (contre 45 % pour le CP dans cette communauté) mais par contre engrange 50 % des voix anglophones (contre 42 % des voix de cette communauté pour le Parti démocratique (DP) anglophone). Frederik de Klerk entame néanmoins rapidement les réformes annoncées. Les partis politiques interdits sont légalisés, Nelson Mandela et ses partisans libérés et les négociations officiellement entamées dès mars 1990 entre l'ANC et le gouvernement. La majeure partie des lois d'apartheid sont abolies entre 1989 et juin 1991.
En mars 1992, à la suite d'élections calamiteuses pour le Parti national qui perd des bastions lors d'élections partielles à Uitenhage, Potchefstroom et Krugersdorp au profit du CP, de Klerk organise un référendum demandant l'approbation des blancs aux négociations constitutionnelles. Le Oui l'emporte avec 68 % des voix et dans la totalité des régions à l’exception du Nord-Transvaal, consacrant la première et ultime défaite du CP. Les réformes s'accélèrent : un forum constitutionnel est mis en place en avril 1992. Si certains des Afrikaners conservateurs se réfugient dans des utopies communautaristes (Volkstaat), d'autres, qui considèrent aussi qu'ils sont le cœur de la nation blanche d'Afrique du Sud, réinventent le slogan « s'adapter ou mourir » pour conduire l'ouverture politique envers la majorité noire du pays.
Après quatre années de négociations constitutionnelles, une constitution provisoire est approuvée et le 27 avril 1994, les premières élections multiraciales du pays ont lieu alors que le drapeau afrikaner de 1927 est amené et remplacé par un drapeau « arc-en-ciel » et que l'hymne national est recomposé. Avec 21 % des voix au niveau national et la majorité absolue dans la nouvelle province du Cap-Occidental, le Parti national s'en sort bien et présente à l'occasion l'électorat le plus multiracial du pays engrangeant même la majorité du vote métis. En mai 1994, Nelson Mandela devient le premier président noir de la république d'Afrique du Sud.

### Union nationale avec l'ANC (1994-1996) et rupture

Les élections multiraciales poussent le PN à prendre un nouveau logo (1994-1998).

Conformément aux accords passés avec l'ANC, un gouvernement d'union nationale est formé. Frederik De Klerk devient l'un des deux vice-présidents alors que « Pik » Botha passe des affaires étrangères au ministère de l'Industrie et que Derek Keys demeure aux finances. Dans la nouvelle province du Cap-Occidental, c'est Hernus Kriel qui devient le Premier ministre post-apartheid du Parti national de la province à la tête d'un gouvernement lui aussi d'union avec l'ANC.
Dans un large souci de se concilier les blancs et d'éviter un exode massif, notamment des compétences, qui serait fatal à l'économie, le nouveau gouvernement dominé par l'ANC évite, dans un premier temps, toute chasse aux sorcières dans l'administration, dans l'armée et dans la police.
L'adoption de la nouvelle Constitution en juin 1996 précipite l'éclatement du gouvernement d'union nationale. Cantonnés souvent à un rôle de figuration, les 6 ministres du Parti national (sur 28 au total) pesaient de moins en moins sur les grandes décisions et avaient été amenés à « avaler des couleuvres ». Aucune des grandes revendications du Parti national (possibilité pour les écoles de ne dispenser leur enseignement qu'en afrikaans, droit pour les patrons de fermer les usines afin d'en interdire l'accès aux grévistes), n'ont été retenues dans la Loi fondamentale, adoptée à l'arraché. Soucieux d'éviter une crise politique grave et le recours à un référendum, qu'aurait perdu le Parti national, la formation de Frederik de Klerk avait toutefois voté le texte, tout en faisant connaitre son vif mécontentement, une humiliation mal vécu par les militants mais aussi par l'électorat blanc, principal soutien du parti. Le départ des 6 ministres Parti national du gouvernement est alors effectif au 30 juin 1996.
En fait, le Parti national est en pleine crise existentielle : des rumeurs en son sein bruissent de scission interne tandis que la presse afrikaans (notamment Rapport et Die Burger) et des intellectuels dénoncent le rôle de Frederick de Klerk lors des négociations de 1990-1993 avec l’ANC et le fait qu'il aurait tout cédé au parti de Mandela.
Par ailleurs, les tentatives de rénovation et de transformation du Parti national sur un alignement démocrate-chrétien, débarrassé de son orientation communautaire pro-afrikaans, menées par Roelf Meyer, échouent face à la volonté d'autres cadres du parti de durcir le ton face à une ANC omnipotente. En mai 1997, Meyer quitte finalement le Parti national accompagné de plusieurs députés et cadres provinciaux.
Cependant, le successeur de FW de Klerk, Marthinus van Schalkwyk affiche également le désir de diriger un parti plus multiracial et ouvert à toutes les communautés. En vue des élections générales sud-africaines de 1999, il renomme le Parti national en Nouveau Parti national pour manifester une nouvelle orientation politique moins conservatrice, davantage démocrate-chrétienne et ouverte ethniquement sur les autres groupes de population d'Afrique du Sud.

### Nouveau Parti national (1997-2005)

L'emblème du NNP (1998-2005).

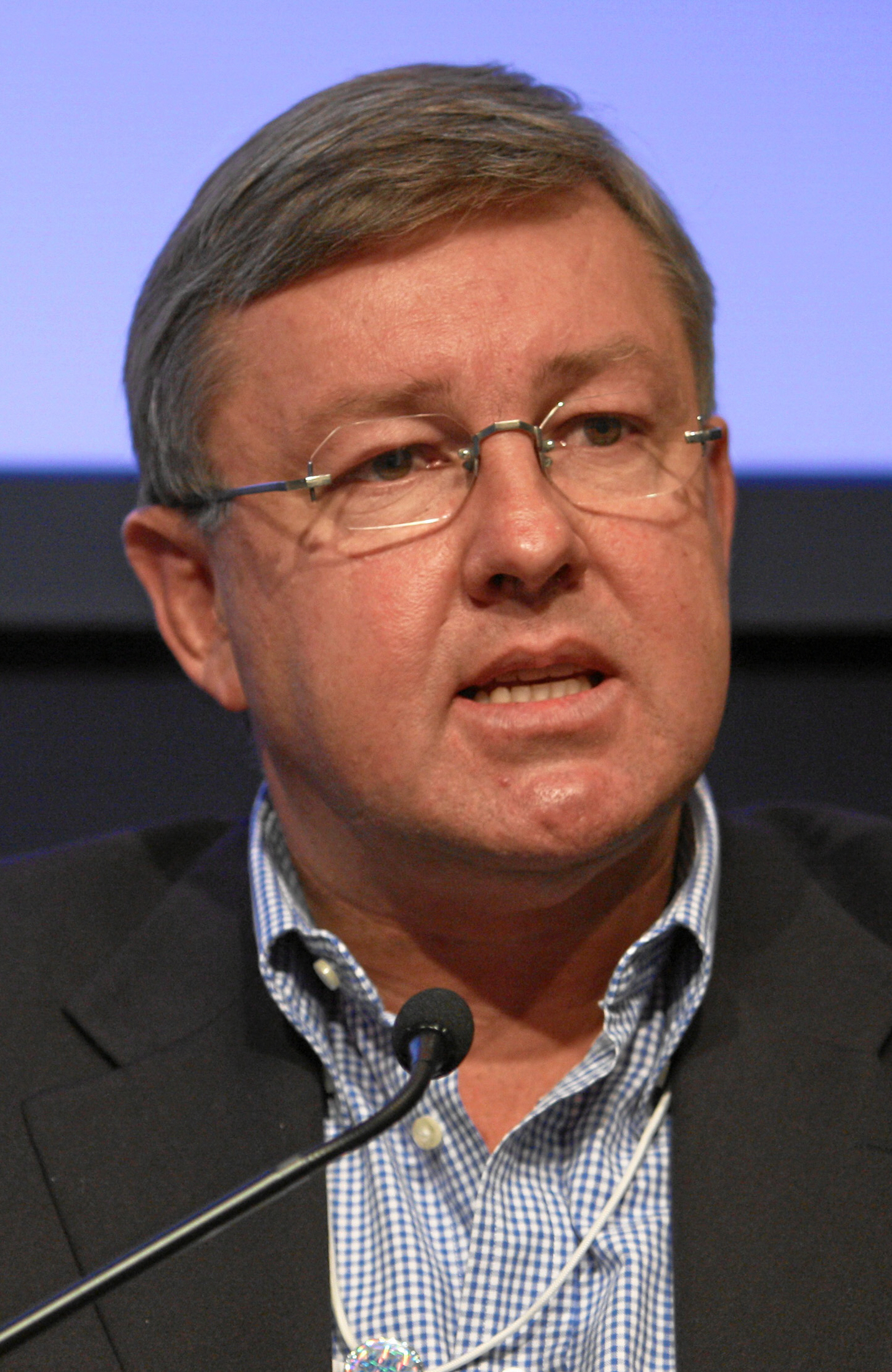
Marthinus van Schalkwyk, le dernier chef du Parti national et du Nouveau Parti national.

En 1997, Frederik De Klerk décide de passer la main à une nouvelle génération pour diriger le Parti national alors qu'Hernus Kriel cède le pouvoir à Gerald Morkel, un métis du Cap.
Marthinus van Schalkwyk, dorénavant à la tête d'un Parti national en proie au doute, fait rebaptiser le parti en vue des élections de 1999 en le nommant Nouveau Parti national. Le nouveau parti qui se veut plus centriste que son prédécesseur n'arrive cependant plus à se maintenir, tiraillé entre ses tendances contradictoires et n'arrive à porter son message non seulement auprès des électorats qu'il convoite (essentiellement les minorités ethniques quels que soient leurs groupes raciaux) mais aussi auprès de son électorat traditionnel blanc et afrikaner. En mai 1998, il perd très largement plusieurs sièges de conseillers municipaux lors d'élections partielles dans des circonscriptions considérées comme imperdables (à Rosentenville et à Brakpan notamment) au profit de candidats du Parti démocratique (DP).
Réduit à 6 % du corps électoral aux élections de 1999, le NNP constate qu'il a perdu la majorité de ses électeurs blancs au profit du Parti démocratique, devenu pour sa part plus conservateur et intransigeant à l'égard de l'ANC. Au Cap-Occidental, l'électorat coloured lui permet de mener une coalition avec le DP pour garder le contrôle de la province. Cette coalition préfigure l'alliance nationale que le NNP passe avec le DP en 2000 dans le cadre d'une  Alliance démocratique, destinée à succéder aux deux partis. Cependant, le NNP rompt ce partenariat pour se rapprocher de l'ANC à l'automne 2001.

### Dissolution du NNP (2004-2005)
Le 7 août 2004, Marthinus Van Schalkwyk annonce son ralliement à l'ANC et fait entériner la dissolution du NNP pour septembre 2005 par fusion dans le parti du président Thabo Mbeki.

### Réanimation post-mortem du Parti national (2008)
En août 2008, Jean Duval-Uys annonce la reconstitution du Parti national afin de participer aux élections générales du 22 avril 2009. Ce parti dont le congrès refondateur a lieu le 23 novembre 2008, est dirigé par un collectif comprenant quatre dirigeants de races différentes.
Il devait présenter 175 candidats lors des élections du 22 avril 2009 mais ne présenta qu'une seule liste dans la province du Cap-Occidental où il obtint 0,17 % des voix.

## Liste des chefs du Parti national par province

### Pour les quatre provinces de l'Union puis de la république d'Afrique du Sud (1910-1994)

#### Province du Cap
| Nom | Nom                               | Nom | Mandat    |
| --- | --------------------------------- | --- | --------- |
| 1   | Daniel François Malan (1874-1959) |     | 1915-1953 |
| 2   | Theophilus Dönges (1898-1968)     |     | 1953-1966 |
| 3   | Pieter Willem Botha (1916-2006)   |     | 1966-1986 |
| 4   | Chris Heunis (1927-2006)          |     | 1986-1989 |
| 5   | Dawie de Villiers (1940-2022)     |     | 1989-1994 |

#### État libre d'Orange
| Nom | Nom                                         | Nom | Mandat                              |
| --- | ------------------------------------------- | --- | ----------------------------------- |
| 1   | James B. Hertzog (1866-1942)                |     | 1914-1934                           |
| 2   | Nicolaas Johannes van der Merwe (1888-1940) |     | 1934-1940                           |
| 3   | Charles Swart (1894-1982)                   |     | 1940-1959                           |
| 4   | Jan Serfontein (1898-1967)                  |     | 1959-1965                           |
| 5   | Jacobus Johannes Fouché (1898-1980)         |     | 1965-1968                           |
| 6   | Matthys van Rensburg (1919-1970)            |     | 1968-1970                           |
| 7   | Johannes Petrus van der Spuy (1912-2003)    |     | 1971-1977                           |
| 8   | Alwyn Schlebusch (1917-2008)                |     | 7 septembre 1977 - 3 septembre 1980 |
| 9   | Cornelis van der Merwe (1921-1985)          |     | 1980-1985                           |
| 10  | Kobie Coetsee (1931-2000)                   |     | 1985-1994                           |

#### Transvaal
| Nom | Nom                                    | Nom | Mandat    |
| --- | -------------------------------------- | --- | --------- |
| 1   | Tielman Roos (1879-1935)               |     | 1914-1929 |
| 2   | Pieter Gert Wessel Grobler (1873-1942) |     | 1929-1934 |
| 3   | Johannes Strijdom (1893-1958)          |     | 1934-1958 |
| 4   | Hendrik Verwoerd (1901-1966)           |     | 1958-1966 |
| 5   | Ben Schoeman (1905-1986)               |     | 1966-1972 |
| 6   | Hilgard Muller (1914-1985)             |     | 1972-1973 |
| 7   | Connie Mulder (1925-1988)              |     | 1973-1978 |
| 8   | Andries Treurnicht (1921-1993)         |     | 1978-1982 |
| 9   | Frederik de Klerk (1936-2021)          |     | 1982-1989 |
| 10  | Barend du Plessis (né en 1940)         |     | 1989-1992 |
| 11  | Pik Botha (1932-2018)                  |     | 1992-1994 |

#### Natal
| Nom | Nom                              | Nom | Mandat    |
| --- | -------------------------------- | --- | --------- |
| 1   |                                  |     | 1915-1920 |
| 2   | Ernest George Jansen (1881-1959) |     | 1920-1934 |
| 3   | Adriaan Nel                      |     | 1934-1946 |
| 4   | Ernest George Jansen (1881-1959) |     | 1946-1951 |
| 5   | Nicolaas Havenga (1882-1957)     |     | 1951-1955 |
| 6   | W.A. Maree (1920-1980)           |     | 1955-1968 |
| 7   | Theo Gerdener (1916-2013)        |     | 1970-1972 |
| 8   | Owen Horwood (1916-1998)         |     | 1972-1984 |
| 9   | Stoffel Botha (1929-1998)        |     | 1984-1989 |
| 10  | George Bartlett (1931-2010)      |     | 1989-1994 |

### Pour les neuf provinces de la république d'Afrique du Sud (1994-2005)

#### Cap-Occidental
| Nom | Nom                                  | Nom | Nom du parti           | Mandat    |
| --- | ------------------------------------ | --- | ---------------------- | --------- |
| 1   | Dawie de Villiers (1940-2022)        |     | Parti national         | 1994-1996 |
| 2   | Hernus Kriel (1941-2015)             |     | Parti national         | 1996-1998 |
| 3   | Gerald Morkel (1941-2018)            |     | Nouveau Parti national | 1998-2001 |
| 4   | Peter Marais (né en 1948)            |     | Nouveau Parti national | 2001-2002 |
| 5   | Marthinus van Schalkwyk (né en 1959) |     | Nouveau Parti national | 2002-2005 |

#### Cap-Oriental
| Nom | Nom                          | Nom | Nom du parti                          | Mandat    |
| --- | ---------------------------- | --- | ------------------------------------- | --------- |
| 1   | Tertius Delport (né en 1939) |     | Parti national                        | 1994-1996 |
| 2   | Manie Schoeman               |     | Parti national Nouveau Parti national | 1996-2000 |
| 3   | Wilhelm le Roux              |     | Nouveau Parti national                | 2000-2003 |
| 4   | Anne Nash                    |     | Nouveau Parti national                | 2003-2005 |

#### Cap-Nord
| Nom | Nom                            | Nom | Nom du parti           | Mandat      |
| --- | ------------------------------ | --- | ---------------------- | ----------- |
| 1   | Kraai van Niekerk (né en 1938) |     | Parti national         | 1994-1997   |
| 2   | Pieter Saaiman (né en 1951)    |     | Nouveau Parti national | 1997 - 2005 |

#### État libre (d'Orange)
| Nom | Nom                       | Nom                                   | Nom du parti | Durée |
| --- | ------------------------- | ------------------------------------- | ------------ | ----- |
| 1   | Inus Aucamp               | Parti national Nouveau Parti national | 1994-2004    |       |
|     | Johan Swanepoel (interim) | Nouveau Parti national                | 2004-2005    |       |

#### PWV/Gauteng
| Nom | Nom                      | Nom | Nom du parti           | Durée     |
| --- | ------------------------ | --- | ---------------------- | --------- |
| 1   | Pik Botha (1932-2018)    |     | Parti national         | 1994-1996 |
| 2   | Roelf Meyer (né en 1947) |     | Parti national         | 1996-1997 |
| 3   | Sam de Beer (né en 1944) |     | Nouveau Parti national | 1997-1998 |
| 4   | Johan Kilian (1942-2015) |     | Nouveau Parti national | 1998-2005 |

#### Nord-Ouest
| Nom | Nom                     | Nom | Nom du parti                          | Durée     |
| --- | ----------------------- | --- | ------------------------------------- | --------- |
| 1   | Amie Venter (1937-2012) |     | Parti national Nouveau Parti national | 1994-2005 |

#### Transvaal oriental/Mpumalanga
| Nom | Nom                        | Nom | Nom du parti                          | Durée     |
| --- | -------------------------- | --- | ------------------------------------- | --------- |
| 1   | Chris Fismer (né en 1956)  |     | Parti national                        | 1994-1996 |
| 2   | David Malatsi (né en 1960) |     | Parti national Nouveau Parti national | 1996-2001 |
| 3   | Chris McPherson            |     | Nouveau Parti national                | 2001-2005 |

#### Nord Transvaal/Nord/Limpopo
| Nom | Nom                       | Nom | Nom du parti                          | Durée     |
| --- | ------------------------- | --- | ------------------------------------- | --------- |
| 1   | André Fourie (né en 1944) |     | Parti national Nouveau Parti national | 1994-1999 |
| 2   | Burger ''Ljol'' Lategan   |     | Nouveau Parti national                | 1999-2001 |
| 3   | Schalk van Schalkwyk      |     | Nouveau Parti national                | 2001-2005 |

#### KwaZulu-Natal
| Nom | Nom                          | Nom | Nom du parti                          | Durée     |
| --- | ---------------------------- | --- | ------------------------------------- | --------- |
| 1   | Danie Schutte (né en 1947)   |     | Parti national Nouveau Parti national | 1994-1999 |
| 2   | Renier Schoeman (né en 1944) |     | Nouveau Parti national                | 1999-2005 |